# Ludwig Feuerbach
Ludwig Andreas Feuerbach (Landshut, 28 juli 1804 – Rechenberg-Neurenberg, 13 september 1872) was een Duits filosoof en antropoloog. 
Hij groeide uit tot een invloedrijk filosoof en religiekritisch denker.

## Levensloop

### Geboorte en familieachtergrond
Ludwig Andreas Feuerbach werd geboren op 28 juli 1804 in Landshut, Beieren (Duitsland). Hij groeide op in een burgerlijk-intellectueel gezin. 
- Zijn vader, Paul Johann Anselm von Feuerbach (1775–1833), was een bekende jurist en verlicht denker, vooral bekend om zijn hervormingen in het strafrecht en zijn rationeel-humanistische benadering van de wet. Hij hechtte grote waarde aan verstand, rechtvaardigheid en onderwijs.
- Zijn moeder, Wilhelmine Sophie Feuerbach, kwam uit een cultureel ontwikkelde familie.

Het gezin telde meerdere kinderen, van wie sommigen (zoals zijn broer Friedrich Feuerbach) ook intellectuele carrières zouden volgen.
Deze omgeving bood Ludwig een rijke voedingsbodem voor zijn kritisch en filosofisch denken. Al van jongs af aan werd hij gestimuleerd na te denken, te lezen en vragen te stellen — ook over religie. Ludwig groeide op in een omgeving die waarde hechtte aan onderwijs en intellectuele vorming. Hij toonde al op jonge leeftijd een grote interesse in filosofie en het denken van grote denkers uit de Duitse traditie, zoals Immanuel Kant en Johann Gottlieb Fichte.
De levensloop van Feuerbach weerspiegelt zijn intellectuele zoektocht naar de essentie van het menselijk bestaan, en hoe hij zich ontwikkelde van een Hegeliaanse idealist tot een materialistische criticus van religie.
Zijn meest uitgebreide biograaf is Adolph Kohut, die in 1909 Ludwig Feuerbach - Sein Leben und seine Werke
publiceerde. Adolph Kohut (1848–1917) heeft Ludwig Feuerbach (1804–1872) niet persoonlijk gekend. Kohut werd geboren vier jaar nadat Feuerbach overleed, dus een ontmoeting is uitgesloten.
Zijn biografie is derhalve gebaseerd op secundaire bronnen zoals de publicaties van Feuerbach zelf, brieven van en naar Feuerbach, familiearchieven en getuigenissen van tijdgenoten. 
De belangrijkste getuigenissen en bronnen die Kohut voor zijn biografie gebruikte zijn:
Wilhelm Bolin – Ausgewählte Briefe von und an Ludwig Feuerbach (Leipzig, 1904)
Bolin, die ook weleens als een biograaf van Feuerbach wordt genoemd, was een vertrouweling van Feuerbach, en bleef ook na diens overlijden nauw in contact met zijn vrouw en dochter. Daardoor kon hij persoonlijke herinneringen delen die direct uit huiselijke kring kwamen.
Karl Grün – Ludwig Feuerbach, in seinem Briefwechsel und Nachlaß sowie in seiner philosophischen Charakterentwicklung dargestellt(Leipzig, 1874)
Deze twee‑delige levensschets bevatte biografische details afkomstig uit de briefwisselingen en het nalatenschap van Feuerbach, met nadruk op zijn filosofische ontwikkeling.
Kohut was een literatuurhistoricus en journalist, geen filosoof of tijdgenoot van Feuerbach. Zijn biografie is waardevol als vroege poging tot documentatie van Feuerbachs leven, maar bevat ook een enigszins anekdotische stijl en is minder kritisch dan moderne wetenschappelijke werken.
Een moderne monografie over de ontwikkeling en betekenis van Feuerbachs oeuvre is die van Francesco Tomasoni – 
Ludwig Feuerbach. Entstehung, Entwicklung und Bedeutung seines Werkes (2015).
Een toegankelijke kennismaking met Feuerbach, geschreven door een expert betrokken bij de historisch-kritische editie van zijn werk betreft Christine Weckwerth – 
 Feuerbach zur Einführung 2002)

## Opvoeding en scholing
Feuerbach volgde het gymnasium in Ansbach, waar hij uitblonk in klassieke talen, logica en filosofie. Hij kreeg een rationeel-religieuze opvoeding: hoewel religieus gevormd, was zijn denken al vroeg doordrenkt met kritiek en scepsis.
In 1823 begon hij op aandringen van zijn vader met de studie theologie aan de Universiteit van Heidelberg. Hij toonde aanvankelijk oprechte interesse in religieuze vragen, maar werd al snel teleurgesteld in de dogmatische theologie, die hij als intellectueel beklemmend ervoer. Zijn verlangen naar vrije, ondogmatische reflectie bracht hem ertoe over te stappen naar filosofie.
In Berlijn vervolgde hij zijn studie onder leiding van de beroemde filosoof Georg Wilhelm Friedrich Hegel. Feuerbach raakte diep onder de indruk van diens systeemfilosofie, maar keerde zich later ervan af. Hij vond Hegels denken te abstract en idealistisch en ontwikkelde in plaats daarvan een meer aardse, antropologische benadering van religie.

#### Studies
- Universiteit van Heidelberg (1823): Feuerbach begon met het studeren van theologie, maar stapte al snel over op filosofie.

- Universiteit van Berlijn (vanaf 1824): Hij studeerde daar onder invloed van Georg Wilhelm Friedrich Hegel, wiens filosofie in die tijd dominant was.

- Universiteit van Erlangen: Na zijn studie promoveerde Feuerbach in 1828 aan de Universiteit van Erlangen op een proefschrift over Spinoza

#### Poging tot academische loopbaan
Ludwig Feuerbach had hierna slechts één formele aanstelling aan een universiteit: in 1830 kreeg hij een aanstelling als privaatdocent (een soort onbezoldigde docent die colleges mag geven) aan de Universiteit van Erlangen.
Hij gaf enkele jaren colleges over filosofie, met name over logica en metafysica.
Zijn colleges trokken weinig studenten, en zijn anoniem gepubliceerde eerste boek Gedanken über Tod und Unsterblichkeit (1830) – bevatte een dusdanig omstreden inhoud met een uitgesproken materialistisch en antireligieus karakter – leidde ertoe dat zijn aanstelling niet werd verlengd.
Dit betekende in feite het vroege einde van zijn officiële academische carrière.

## Persoonlijkheid en verdere levensloop na 1841
Feuerbach stond bekend als verlegen, introspectief en sociaal teruggetrokken. Hij leefde een groot deel van zijn leven in betrekkelijke armoede en afzondering. Hoewel hij trouwde met Bertha Löw, een rijke fabrikantendochter, leidde hij geen actief academisch of maatschappelijk leven. Zijn kritische standpunten — vooral zijn radicale religiekritiek — maakten hem onwelkom aan de universiteiten.
Hij schreef veel, maar kreeg in zijn eigen tijd weinig officiële erkenning. Pas later werd zijn werk breder gewaardeerd, vooral binnen radicale en socialistische kringen. Sinds 1840 correspondeerde Feuerbach met de nog jonge Karl Marx, die in 1847/1848 echter de facto afscheid zou nemen van de filosofie. Onder invloed van de sociale kwestie, met massale misstanden die het gevolg waren van de snelle industriële revolutie, werd Marx meer een omstreden ideoloog en politiek agitator, die in de rest van de 19e eeuw en ook na zijn dood in 1883 tevens in de 20e eeuw een zeer sterk stempel zou drukken op wereldwijde revolutionaire politieke ontwikkelingen. Daartoe was hij aanvankelijk weliswaar ook indirect geïnspireerd door Feuerbach, die zelf echter vanuit zijn radicale relgiekritiek geen uitgesproken opvattingen over maatschappijhervorming uitdroeg. Zijn opvatting was vooral vanuit zijn religiekriiek dat de filosofie diende te bewerkstelligen dat de theologie zou moeten plaatsmaken voor een humanistische antropologie. 
Sinds de middeleeuwse westerse scholastiek was onder invloed van het geloof alom de opvatting gehuldigd dat de filosofie moest worden gezien als een ancilla theologiae, een dienstmaagd van (dus ondergeschikt aan) de theologie. De term impliceerde dat filosofie geen autonome wetenschap zou zijn en weinig waarde hebben en door de theologie wordt gedicteerd en onerworpen. Feuerbach en ook uitgesproken atheïsten bepleitten een einde van deze ondergeschikte rol.
Marx en zijn medestander Engels gingen na te hebben kennisgenomen van de opvattingen van Feuerbach echter verder met de door hem getrokken conclusies. Zij zagen de bestaande religie die Feuerbach bekritiseerde niet uitsluitend als een door de mens aangehangen illusie"in de door hen ontwikkelde theorie over de klassenstrijd zagen zij de religie tevens als een historisch medeplichtig mechanisme aan de uitbuiting van onderliggende klassen door de ¨heersende¨ klassen.Godsdienst is opium van het volk is een gevleugeld geworden uitspraak van Marx in een artikel dat de inleiding vormde van zijn werk Zur Kritik der Hegelschen Rechtsphilosophie. Dat publiceerde hij in 1844 na zijn corresponentie met Feuerbach: met hoop op de beloning in het hiernamaals zouden onderdrukten zich schikken in hun lot.
Marx en de gelijkgezinde Friedrich Engels stelden daarom zelfs dat met Feuerbachs blootleggen van die illusie een eindpunt van de filosofie zou zijn bereikt, in elk geval in Duitsland, dat toen de industriële revolutie doormaakte, en dat de passieve rol ervan diende diende te worden overgenomen door een actieve rol van de daarbij opgekomen arbeidersbeweging. Die beweging begon zich in het revolutiejaar 1848 sterk te manifesteren. Volgens Marx en Engels, die in dat jaar Das kommunistisch Manifest publiceerden, diende de passieve filosofie plaats te maken voor de ingrijpende maatschappijhervorming waarvoor deze beweging streed, na een eeuwenlang historisch mechanisme van onderdrukking van de onderliggende door de ¨heersende¨ klassen, waaraan het opdringen van de religieuze berustende opvatting over een ¨heil in het hiernamaals¨ als handlanger zou hebben opgetreden. 

## Feuerbachs opvattingen over God en religie
Voor Feuerbach was religie geen openbaring van God, maar een projectie van de menselijke geest: mensen scheppen God naar hun eigen beeld, niet andersom. Deze ideeën werkte hij uit in zijn beroemdste werk "Das Wesen des Christenthums" (1841). 
- In het eerste hoofdstuk van het eerste deel van dit werk, getiteld, “Gott als Wesen des Verstandes”, stelt Feuerbach dat God in wezen een projectie is van het menselijk verstand. Volgens hem beschouwen mensen hun rationele vermogens – zoals logica, abstractie en inzicht – als iets verhevens en objectiveren deze vermogens buiten zichzelf in de figuur van God. Waar de mens denkt over orde, waarheid en noodzakelijkheid, plaatst hij deze kenmerken in een bovennatuurlijke entiteit. Zo wordt God een symbool van het absolute verstand: alwetend, onfeilbaar en universeel.

- Feuerbach betoogt dat deze projectie onbewust gebeurt: de mens realiseert zich niet dat hij zijn eigen vermogens vergoddelijkt. In plaats van te erkennen dat kennis en redelijkheid menselijke eigenschappen zijn, ontkent hij zijn eigen grootsheid en vereert hij deze in een ‘ander’, een transcendente God. Hierdoor raakt de mens vervreemd van zichzelf.

- Volgens Feuerbach moet men deze omkering terugdraaien: het is niet God die het verstand bezit, maar de mens. Religieuze concepten moeten worden herleid tot hun menselijke oorsprong. Door God te begrijpen als het veruitwendigde zelfbeeld van het menselijke denken, bevrijdt de mens zichzelf van zelfvervreemding en herwint hij zijn autonomie als denkend wezen.

- In het daarop volgende hoofdstuk hoofdstuk “Gott als moralisches Wesen oder Gesetz” uit Das Wesen des Christentums stelde Feuerbach dat het morele karakter van God voortkomt uit de menselijke ervaring van het geweten, de wet en het zedelijk besef. God wordt in religie vaak voorgesteld als de bron van de moraal — als rechtvaardig, goed en heilig — maar volgens Feuerbach is deze voorstelling een projectie van de menselijke moraal zelf. De mens maakt onderscheid tussen goed en kwaad, voelt innerlijk de plicht om rechtvaardig te handelen, en verabsoluteert dat gevoel buiten zichzelf in de vorm van een goddelijke wetgever.

- God als moreel wezen zou dus niet iets zijn dat losstaat van de mens, maar een spiegeling vormen van de menselijke zedelijkheid in een bovennatuurlijke figuur. Wat men "Gods wil" noemt, zou in wezen de stem van het menselijke geweten zijn, versterkt en verheven tot een absolute autoriteit. Zo wordt God de personificatie van de menselijke idealen van recht, plicht en deugd.

- Feuerbach bekritiseerde deze omkering: in plaats van de mens als moreel wezen centraal te stellen, onderwerpt hij zich aan een denkbeeldige autoriteit. Werkelijke morele autonomie zou vereisen dat de mens zijn eigen zedelijke vermogens erkent als bron van wet en waarde, in plaats van deze toe te schrijven aan een externe godheid.

- In het 28ste en laatste hoofdstuk stelt Feuerbach als ¨Schlußanwendung¨ dat de religie, zoals die zich in de loop der geschiedenis van de mensheid volgens hem ontwikkelde, zou neerkomen op menselijke zelfvervreemding. Ware emancipatie vereist: menselijkheid erkennen als eerste, liefde tot medemens als hoogste wet: “Homo homini Deus est”.

Feuerbach had zich tot doel gesteld ¨de mens weer terug op aarde te brengen. Hij werd vooral bekend door zijn kritiek op het christendom en zijn bijdrage aan de ontwikkeling van het moderne humanisme en de materialistische filosofie. Hij wordt vaak beschouwd als een belangrijke overgangsfiguur tussen de idealistische filosofie van Hegel en de latere materialistische en atheïstische filosofieën van Marx en Engels. Feuerbachs werk oefende diepe invloed uit op onder meer Marx, die zijn Stellingen over Feuerbach baseerde op deze geschriften. Hoewel Marx Feuerbachs filosofie later als ¨onvoldoende revolutionair¨ beschouwde, erkende hij zijn belangrijke rol in de ontmythologisering van de filosofie.
Op het gebied van godsdienstfilosofie had hij twee basisstellingen:
1. God is een projectie van de mens.
2. Er is een alomvattend beginsel. Hij stelt hierbij het streven naar geluk centraal.

Feuerbach zag religie als slechts een bevrediging van een verlangen van de mens. Hoewel dit een van later daterende term van Sigmund Freud betreft, beschouwde hij religie als een compensatie voor beperktheid en eindigheid, en godsdienst is volgens Feuerbach niets meer dan een illusie. Hij pleit voor een beschaving niet gebaseerd op religie maar op natuurwetenschap.

## Atheïst?
Om zijn opvattingen is Feuerbach vaak een "atheïstische" filosoof genoemd. Dit ofschoon hij zichzelf nooit zo genoemd heeft, doch evenmin is tot op heden een uitspraak van hem bekend waarin hij ontkent het te zijn: een subtiel, maar belangrijk punt. Er bestaat dus geen ondubbelzinnige, primaire bron waarin hij zich rechtstreeks distantieert van het label "atheïst". Wat dit betreft trof Feuerbach een vergelijkbaar onbegrip als zijn tijdgenoot Max Stirner, die veelal als ¨anarchist¨ wordt genoemd, ofschoon hij zich evenmin ooit zo heeft genoemd.
Feuerbach uitte zich vaak kritisch over de term "atheïsme", niet omdat hij religie verdedigde, maar omdat hij vond dat die term onvoldoende recht deed aan zijn positie. Enkele relevante observaties:
In zijn werk Vorläufige Thesen zur Reform der Philosophie (1842) schrijft Feuerbach:
"Der Atheismus ist der Negation Gottes, der Theismus die Negation des Menschen. Mein Standpunkt ist die Affirmation des Menschen."
Vertaling:
"Het atheïsme is de ontkenning van God, het theïsme de ontkenning van de mens. Mijn standpunt is de bevestiging van de mens."
Dit is géén expliciete ontkenning van het atheïsme, maar het toont wel aan dat Feuerbach zichzelf niet als louter atheïst wilde beschouwen. Hij wilde de mens centraal stellen, niet slechts God ontkennen.
In zijn hoofdwerk Das Wesen des Christenthums (1841) stelde hij niet dat God bestaat, maar dat het godsbegrip een projectie van de menselijke natuur is. Ook hier vermeed hij het woord "atheïsme", hoewel zijn analyse godsdienst ontmythologiseerde.
In sommige correspondentie en secundaire literatuur wordt gesuggereerd dat hij niet gelukkig was met de term ‘atheïst’. Dit omdat het zijn positieve humanistische project te weinig recht zou doen. Feuerbach zag zichzelf meer als een positieve, humanistische denker dan als een loutere ontkenner van God. Later maakt hij in toespraken uit 1851 duidelijk dat hij voorstander is van het atheïsme, zolang dit een positief aanvaardend filosofie is. Deze lessen zijn later afgedrukt in zijn postuum verschenen werk Das Wesen der Religion: dreißig Vorlesungen. Hierin stelt hij: "Wanneer het atheïsme niet anders was dan een ontkenning, een slechts loochenen zonder inhoud, dan deugt het zeker niet voor het volk, d.w.z. niet voor de menschen, niet voor het openbare leven. Maar het atheïsme, het ware tenminste, het niet Lichtschuwe, is tegelijk aanvaarding. Het atheïsme ontkent slechts het aan den mensch onttrokken, het fantastische door de inbeeldingskracht zelfstandig gemaakte wezen van den mensch dat dan God genoemd wordt, en wij in zijn plaats het werkelijke wezen van den mensch stellen. Het theïsme, het godsgeloof, is in waarheid ontkennend; het ontkent de natuur, de wereld en de menschheid. Voor God is wereld en mensch niets; hij kan ook zonder hen zijn. Aan dit gedachte- en fantasiewezen offert het theïsme het werkelijke wezen en leven op. Het atheïsme daarentegen offert het gedachte- en fantasiewezen op aan het werkelijke leven en wezen. Het is dus positief en aanvaardend; het geeft natuur en menschheid de beteekenis, de waarde terug, die het theïsme haar ontnomen had; het bezielt de natuur en de menschheid, waaraan het theïsme de beste krachten had ontnomen."

#### Leven als onafhankelijk denker
Na zijn korte academische loopbaan werkte Feuerbach als onafhankelijk schrijver en denker, voornamelijk in Bruckberg, waar hij zich terugtrok op het landgoed van zijn vrouw en zich wijdde aan het schrijven van diverse filosofische boeken waarin hij zijn Leitmotiv van kritiek op christendom en religie verder uitwerkte.

### De invloed van Hegel op Feuerbach en diens breuk met het idealisme
Aanvankelijk werd Feuerbach sterk beïnvloed door het Hegeliaanse idealisme, dat het idee van het absolute idee en de dialectiek benadrukte als axioma van de werkelijkheid. Volgens Hegel was de werkelijkheid een rationeel proces, waarbij de Idee zich door de geschiedenis ontwikkelde en zich uiteindelijk zou realiseren in de mensheid. Na verloop van tijd begon Feuerbach zich hiervan af te wenden.
Feuerbach stelde vast dat de Hegeliaanse filosofie de menselijke ervaring en de fysieke wereld te veel negeerde. Hij was van mening dat het Hegeliaanse systeem een te abstracte en idealistische benadering van de werkelijkheid bood, die de materiële en lichamelijke aspecten van het menselijk bestaan negeerde. In plaats van de nadruk te leggen op abstracte ideeën en universele principes, begon Feuerbach te pleiten voor een filosofie die de menselijke zintuiglijke ervaring en het materiële bestaan centraal stelde.
Feuerbachs breuk met het Hegeliaanse idealisme kwam tot uiting in zijn beroemde werk Das Wesen des Christenthums (Het wezen van het christendom, gepubliceerd in 1841. In dit boek bekritiseerde Feuerbach de religie, vooral het christendom, als uiting van menselijke verlangens, vooral naar de ultieme zekerheid. Volgens Feuerbach waren de eigenschappen die aan God werden toegeschreven, zoals alwetendheid, almacht en goedheid, in feite eigenschappen van de menselijke natuur die naar buiten werden geprojecteerd in de vorm van een goddelijke figuur. God was voor Feuerbach slechts een afspiegeling van de menselijke verlangens, en religie was de manier waarop mensen hun eigen potentieel ontkenden en opgaven aan een transcendent wezen.

### Materialisme en atheïsme
Na de publicatie van Das Wesen des Christenthums was Feuerbach een sterk materialistische en ook een niet direct openlijk beleden atheïstische filosofie. Hij ging ervan uit dat de menselijke ervaring en de menselijke zintuigen de enige betrouwbare bron van kennis waren. In tegenstelling tot Hegel, die geloofde in een idealistische en metafysische benadering van de werkelijkheid, pleitte Feuerbach voor een materialistische benadering van de wereld.
Feuerbachs materialisme was sterk geïnspireerd door het denken van Franse filosofen en wetenschappers, zoals Claude-Henri de Saint-Simon en Pierre-Simon Laplace. Hij geloofde dat de fysieke wereld de basis was van alles, en dat alles wat bestond, van de mens tot de natuur, een materiële oorsprong had. Voor Feuerbach was de mens niet een wezen dat naar een transcendent idee of een godheid moest streven, maar een wezen dat zijn eigen menselijke natuur moest omarmen en begrijpen.
Het atheïsme van Feuerbach was nauw verbonden met zijn kritiek op de religie. Hij zag religie als een instrument van onderdrukking, dat de mensen beroofde van hun eigen menselijke potentieel. Het christendom zou volgens hem de hoogste vorm zijn van zelfvervreemding, omdat het de mens het gevoel gaf dat zijn ware essentie in God moest worden gezocht, in plaats van in zichzelf. Dit idee zou later grote invloed hebben op andere denkers, zoals Karl Marx, die Feuerbachs idee van religie als zelfvervreemding overnam en verder ontwikkelde in zijn eigen opvattingen over het materialisme en het historisch idealisme.

### Invloed van Feuerbach op anderen
Feuerbachs ideeën oefenden grote invloed uit op een hele generatie van jonge denkers, onder wie:
Karl Marx, die zijn antropologische benadering van religie overnam, maar Feuerbach later bekritiseerde voor zijn passiviteit.
Friedrich Engels, die hem als een “voorbereider” van het materialisme zag.
Sigmund Freud (indirect), in diens psychologische interpretatie van religie als projectie.
Friedrich Nietzsche en later existentialisten, die zijn nadruk op de mens als schepper van waarden en betekenissen overnamen, zij het op andere wijze.

### Geen expliciet atheist
Feuerbach noemde zichzelf nergens expliciet "atheïst", al was zijn denken duidelijk atheïstisch van strekking.
Er zijn meerdere redenen waarom Feuerbach het gebruik van dat woord vermeed:
- Strategische vermijding

In de 19e eeuw had het woord "atheïst" nog een zwaar beladen, vaak moreel veroordelende bijklank. Door zich welbewust niet expliciet als atheïst te presenteren, kon Feuerbach:
- Zich positioneren als filosoof in plaats van “godloochenaar”

- zijn kritiek op religie positief formuleren: niet als afwijzing, maar als herinterpretatie van het godsgeloof als projectie van de menselijke natuur

### Positieve antropologie
Feuerbach wilde niet gewoon religie afwijzen, maar tonen dat religie eigenlijk een menselijke waarheid verhult:
“De mens maakt God naar zijn beeld.”
– Das Wesen des Christenthums (1841)
Hij herdefinieerde religie als menselijke zelfvervreemding: de projectie van eigen idealen (liefde, macht, wijsheid) op een buitenmenselijk wezen. Zijn alternatief was een religie van de mens, niet van God — een soort "humanistisch materialisme".
In Das Wesen des Christenthums stelde hij:
„Der Mensch ist dem Menschen das höchste Wesen.“
(De mens is voor de mens het hoogste wezen.)
En in latere werken (zoals Vorläufige Thesen zur Reform der Philosophie uit 1842):
„Die Religion ist das Bewußtsein des unendlichen Wesens, aber das unendliche Wesen des Menschen selbst.“
Feuerbach zegt dus: religie is géén contact met een bovennatuurlijke God, maar een verkeerd begrepen zelfbewustzijn.
Zijn filosofie noemde hij zelf niet atheïstisch maar was wel radicaal godloos. Zelf gebruikte hij liever de termen antropologie, humanisme. Als doel van zijn kritiek zag hij: religie ontmaskeren als projectie van de mens.

### Latere jaren en invloed
In de jaren 1840 en 1850 was Feuerbach een prominente figuur in de filosofische kringen van Duitsland. Hij stond in contact met belangrijke intellectuelen, onder wie Marx en Engels. Zijn kritiek op de religie en zijn pleidooi voor materialisme vonden veel weerklank bij de opkomende arbeidersbeweging en de socialistische denkers van die tijd. Echter, na verloop van tijd, toen zijn in 1841 geuite opvattingen steeds meer aanhang hadden gekregen, raakte Feuerbach zelf in een zekere mate geïsoleerd van het intellectuele debat.
In de jaren 1860-1870 kwam er een zekere intellectuele terugslag tegen Feuerbachs ideeën. De opkomst van het positivisme en de wetenschappelijke vooruitgang zorgden ervoor dat Feuerbachs filosofie, die sterk afhankelijk was van zijn kritiek op religie en zijn materialisme, niet altijd meer in de geest van de tijd leek te passen. Toch blijft zijn invloed op het latere denken van belang, vooral in de ontwikkeling van het atheïsme en het materialisme.
Ludwig Feuerbach overleed op 13 september 1872 in Rechenberg, Duitsland.
Zijn werk blijft een belangrijk keerpunt in de geschiedenis van de filosofie, en zijn invloed is te merken in het denken van filosofen en politieke denkers tot op de dag van vandaag. Feuerbach blijft een sleutelfiguur in de geschiedenis van de filosofie en heeft blijvende invloed gehad op de manier waarop we denken over religie, de menselijke natuur en de relatie tussen filosofie en de materiële wereld.
Zijn latere biograaf Adolph Kohut stelde aan het begin van de 20e eeuw (1909) dat "we" met Feuerbach een van de grootste Duitse denkers van de 19de eeuw zouden bezitten. Hij prees hem als de baanbrekende godsdienstfilosoof, ethicus en metafysicus en als een uitstekende schrijver, en een "edel mens".

## Vergelijking tussen Luther en Feuerbach
Feuerbach schreef onder meer ook herhaaldelijk over Maarten Luther, onder meer in een afzonderlijk aan deze kerkhervormer gewijd essay (77 pagina;s) Das Wesen des Glaubens im Sinne Luthers - ein Beitrag zum "Wesen des Christentums" . Dit werk vormde een tussenstap tussen zijn religiekritiek van 1841 en zijn latere geschriften over religie. In dit werk onderzocht hij hoe Luthers concept van geloof bijdroeg aan zijn eigen antropologische religiekritiek.
- 1. Geloof versus Rede

Feuerbach stelde dat geloof niet gelijkgesteld kan worden aan menselijke rede of ratio: geloof is altijd uitzonderlijk, bijzonder, niet door de algemene, natuurlijke rede te vatten.
Waar rede uniformiteit nastreeft en algemene wetten hanteert, zou geloof juist gebonden aan bijzonderheden – historische personen, plaatsen, namen – zoals het geloof in Christus, de opstanding etc.
- 2. Het wonderwaardige als kern van geloof

Voor Feuerbach was geloof intrinsiek verbonden met het wonder. In het christendom zijn wonderen de uiterlijke gestalte van het innerlijke geloof, ofwel de materiële verbeelding van een supra-natuurlijke wens.
Het geloof zou het subjectieve tot een objectief ideaal verheffen: de mens zou zijn diepste wensen verwezenlijken in het geloof aan het wonder.
- 3. Luthers geloofsnotie als herkenningspunt

Feuerbach waardeerde Luther vooral omdat diens geloofsopvatting het geloof in God koppelde aan de subjectieve zekerheid van de mens zelf: “Wenn ich glaube an Gott, so habe ich Gott; denn der Glaube an Gott ist der Gott des Menschen.” Dit weerspiegelde Feuerbachs antropologische benadering: niet God spreekt de mens aan, maar het geloof van de mens schept God als spiegel van zijn eigen essentie.
- 4. De psychologische wortel van geloof

Het geloof, in Lutheriaanse zin, wortelt diep in het psychische: het zpu een emotionele, door fantasie gedragen zekerheid die zich losmaakte van natuurwet en ervaring, juist om de wensen en verlangens van het hart kracht bij te zetten.
De mens zou persoonlijke onsterfelijkheid, welzijn en gerechtigheid verlangen – en projecteert deze verlangens in objecten zoals God, wonder, opstanding.
- 5. Antropologisch inzicht en religiekritiek

In lijn met zijn eerdere werk vatte Feuerbach ook hier religieuze doctrines op als uitingen van menselijke verlangens en idealen. De incarnatie, het goddelijke lijden, de drie‑enigheid, de schepping uit het niets – al deze doctrines betekenen niets anders dan dat de mens zichzelf als god wil ervaren zonder beperking¹¹
Religie is dus geen boodschap van bovennatuurlijke oorsprong, maar de verbeelding van de menselijke essentie buiten zijn beperkingen. God ≈ vermenselijkte mens.
- 6. Luther als humanistische voorloper

Feuerbach zag in Luther een voorloper van zijn mens-centrische religiekritiek. Luther’s benadrukking van geloof als persoonlijke zekerheid en directe relatie met God paste volgens Feuerbach in zijn project om theologie om 
. Luther was een stap in de richting van de ¨humanisatie van religie¨: geloof betekent vertrouwen in de eigen existentiële zekerheid.
- 7. Kritiek op de religieuze scheiding van subject en object

Feuerbach betoogde dat religies de essentie van de mens buiten zichzelf plaatsen: het subjectieve menselijke wezen wordt verabsolutiseerd in een buitenstaander die “God” heet, en werkt zo vervreemding in de hand.
Geloof en liefde behoren gericht te zijn op mensen, niet op een projectie.
In Das Wesen des Glaubens im Sinne Luthers verbond Feuerbach Luther’s geloofsleer met zijn eigen kernideeën: dat geloof geen transcendente waarheid zou zijn, maar de gestileerde projectie van menselijke wensen, emoties en idealen. Hij beoogde met name:
Het bevestigen dat het geloof in God het geloof in menselijke waarden is;
Het aantonen dat geloof en rede fundamenteel verschillen;
De religieuze beelden – wonder, opstanding, incarnatie – te interpreteren als verwezenlijkingen van menselijke wensen;
De theologische taal om te zetten in antropologische taal: religie als zelfbewustzijn;
En zo de Weg te bereiden van godsvrucht naar mensenliefde, van geloofsleer naar humanistische ethiek.
Geloof vormde volgens Feuerbach altijd uitzondering op rede, gericht op het wonder dat de menselijke verlangens waarmaakt. Luther’s uitspraak dat wie in God gelooft – God heeft, toont dat geloof een menselijke zekerheid is, geen objectieve werkelijkheid. Religieuze doctrines projecteren de mens zelf als God buiten zichzelf. Religie is psychisch en emotioneel, en zou menselijke potenties onderdrukken wanneer deze naar een bovennatuurlijk wezen worden verplaatst. 
Diverse teksten van Feuerbach over Luther suggereren dat hij zich in zekere zin met hem vergeleek, of ten minste in zijn schaduw plaatste als iemand die een fundamentele kritiek uitoefende op gevestigde waarheden. Dit betreft waarschijnlijk eerder een strategische of symbolische vergelijking dan een volledige identificatie. Feuerbach betitelde zichzelf ooit wel zelfs (schertsend) als "Luther II" (in een biografische noot geciteerd door Wilhelm Bolin). Dat impliceert dat hij zichzelf als een geestelijke ‘opvolger’ van Luther zag — zeker op het punt van het breken met gevestigde autoriteiten. Zijn biograaf Bolin benadrukte ook dat Feuerbach zich vanuit zijn kritiek op theologie verwant voelde met Luther. 
Feuerbach’s 1844-essay onderzoekt Luthers geloofsopvatting als bagage voor zijn kritische antropologie van religie. Geloof vormt volgens Feuerbach altijd uitzondering op rede, gericht op het wonder dat de menselijke verlangens waarmaakt. Luther’s uitspraak dat wie in God gelooft – God heeft, toont dat geloof een menselijke zekerheid is, geen objectieve werkelijkheid. Religieuze doctrines projecteren de mens zelf als God buiten zichzelf. Religie is psychisch en emotioneel, en onderdrukt menselijke potenties wanneer deze naar een bovennatuurlijk wezen worden verplaatst. Het essay benoemt Luther als intellectuele schakel in Feuerbachs bekering van theologie naar antropologie: geloof moet plaatsmaken voor mensenliefde en liefde voor de wereld. Kortom: in Luther vindt Feuerbach een echo van zijn eigen idee dat God mens is – maar dan als verbeelding van de mens zijn eigen wezen. Onder meer ook zijn biograaf Kohut merkte dit op.

## Vroege werken

### anoniem: ¨De mens onderschat zijn subjectieve vermogens¨ (1830)
Het eerste werk waarmee Feuerbach het thema van zijn gedachtegoed entameerde was zijn in 1830 anoniem gepubliceerde Gedanken über Tod und Unsterblichkeit. Hierin stelde hij dat geloof in onsterfelijkheid - zoals dat in het westerse godsgeloof voorkomt - slechts een gedachte is van de mens, waaruit blijkt dat deze haar subjectieve vermogen overschat. Dit werk, dat hij anoniem publiceerde, geldt als een een soort voorbode van zijn latere religiekritiek.

### Pubicaties 1830 - 1839
In 1835 verscheen zijn Kritik des "Anti-Hegels": zur Einleitung in das Studium der Philosophie en in 1839 zijn Über Philosophie und Christentum in Beziehung auf der Hegel'schen Philosophie gemachten Vorwurf der Unchristlichkeit, twee publicaties die leken vooruit te lopen op wat later zijn als zijn hoofdwerk zou worden beschouwd.

#### Über Philosophie und Christentum in Beziehung auf den Hegel’schen Philosophie gemachten Vorwurf der Unchristlichkeit(1839)
In Über Philosophie und Christentum... reageerde Feuerbach op de beschuldiging dat de Hegeliaanse filosofie zogenaamd onchristelijk zou zijn. In dit polemische werk onderzoekt hij de relatie tussen filosofie en religie, in het bijzonder het christendom, en bepleit hij een fundamentele heroriëntatie van de filosofie richting het menselijke en zintuiglijke. Hij betoogt dat ware religie niet gevonden zou kunnen worden in theologische dogma’s of metafysische systemen, doch daarentegen juist in de menselijke ervaring en het gevoelsleven.
- Feuerbach stelt dat filosofie per definitie gericht is op de waarheid als zodanig, onafhankelijk van openbaring of geloof. Filosofie wil begrijpen en verklaren op basis van de rede, terwijl religie daarentegen uitgaat van geloof en autoriteit. Filosofie moet volgens Feuerbach kritisch zijn, terwijl religie echter vaak aandoenlijk onkritisch blijft ten opzichte van haar eigen grondslagen. Vanuit dit standpunt is het volgens Feuerbach logisch dat filosofie religieuze opvattingen ter discussie stelt — niet uit onchristelijkheid, maar vanuit haar wezenlijke taak als vrije denkvorm.

- De kern van Feuerbachs betoog is dat de Hegeliaanse filosofie niet per se "ongelovig" of "onchristelijk" is, maar dat zij religie op een andere manier begrijpt. Hegel zag religie als een noodzakelijke vorm van bewustzijn, een moment in de ontwikkeling van de absolute geest, maar uiteindelijk ondergeschikt aan de filosofie. Feuerbach gaat nog verder: hij wil in vervolg op zijn werk uit 1835 religie niet slechts verheffen in de filosofie, maar haar psychologische oorsprong blootleggen en daarmee haar illusoire karakter aantonen.

- Feuerbach begint hier reeds te stellen dat religie in wezen antropologisch is en komt daarbij met de stelling die in zijn latere werk zal blijven overheersen: wat mensen God noemen, is in feite een projectie van hun eigen wezen, idealen en verlangens. God is een menselijk idee, gevormd door menselijke noden. Zo bezien is religie geen openbaring van iets buitenmenselijks, maar een uitdrukking van het innerlijke leven van de mens. Volgens Feuerbach heeft de mens in religie zijn eigen wezen van zich vervreemd — hij vereert in God wat hij zelf is of zou willen zijn.

- In dit werk benadrukt Feuerbach dat filosofie, wanneer zij trouw blijft aan haar roeping, deze projectie uit menselijk zwakheid en machteloosheid doorziet en terugbrengt naar haar bron: de mens zelf. Hij pleit voor een "mensgerichte" filosofie, die niet langer zoekt naar een bovenmenselijk wezen, maar de mens en diens zintuiglijke, emotionele en sociale realiteit als uitgangspunt neemt.

- Hoewel Feuerbach het christendom waardeert om zijn nadruk op liefde en menselijke verbondenheid, bekritiseert hij de manier waarop deze idealen theologisch worden gefixeerd en van de mens worden losgemaakt. De liefde van Christus is volgens Feuerbach pas betekenisvol als zij wordt herkend als uitdrukking van menselijke liefde. Zodra deze liefde wordt voorgesteld als iets goddelijks, wordt zij voor de mens onbereikbaar gemaakt en tegelijk geobjectiveerd buiten de mens om.

- Feuerbach ziet de incarnatie (de menswording van God in Christus) als het belangrijkste en meest menselijke moment in het christendom, maar alleen zolang deze begrepen wordt als een symbolische bevestiging van de menselijke waarde. Zodra men gelooft in een bovennatuurlijke God-mens, raakt de mens weer verwijderd van het werkelijke, menselijke fundament van die leer.

- Een ander centraal punt in het essay is Feuerbachs pleidooi voor een zintuiglijke filosofie (sinnliche Philosophie). Hoewel hij aanvankel een aanhanger van Hegel was, begint hij zich te verzetten tegen het abstracte idealisme van Hegel, waarin het concrete en lichamelijke ondergeschikt wordt aan het idee. Volgens Feuerbach moet filosofie zich richten op de werkelijkheid zoals die door de zintuigen wordt ervaren: de natuur, de mens in zijn lichamelijkheid, zijn gevoelens, zijn medemenselijkheid. Hij noemt dit een "terugkeer tot de aarde": filosofie moet afdalen uit de wereld van de abstractie naar het leven zelf. De waarheid ligt niet in een bovennatuurlijk rijk van ideeën, maar in de werkelijke, ervaarbare wereld. Filosofie moet daarom niet streven naar een eenheid met God, maar naar inzicht in de mens als natuurlijk, sociaal en liefhebbend wezen.

- Tegen de beschuldiging dat de Hegeliaanse of Feuerbachiaanse filosofie zogenaamd "on-christelijk" zou zijn, antwoordde Feuerbach met een herinterpretatie van wat christelijkheid betekent. De kern van het christendom is volgens hem niet het geloof in bovennatuurlijke wezens of dogma’s, maar de ethiek van liefde, empathie en menselijkheid. In die zin is een filosofie die deze waarden serieus neemt — en ze niet projecteert op een goddelijke figuur — méér christelijk dan theologieën die deze idealen opsluiten in religieuze systemen.

- Feuerbachs "christendom" is dus humanistisch: de mens moet zichzelf terugvinden als het ware onderwerp van religie. De liefde van Christus wordt pas waardevol wanneer ze wordt herkend als de mogelijkheid van iedere mens, niet als een unieke kwaliteit van een goddelijk wezen.

In „Über Philosophie und Christentum“ zet Feuerbach een fundamentele kritiek uiteen op zowel de traditionele theologie als op het abstracte idealisme van Hegel. Hij stelt dat religie haar oorsprong vindt in de menselijke natuur en dat filosofie de taak heeft deze waarheid bloot te leggen. Filosofie moet volgens Feuerbach zintuiglijk, menselijk en concreet zijn. De beschuldiging van onchristelijkheid pareert hij door te stellen dat alleen een filosofie die de mens serieus neemt als bron van betekenis werkelijk recht doet aan de geest van het christendom. Zo wordt het menselijke — niet het goddelijke — de ware drager van waarheid en liefde.

### Hoofdwerk:De essentie van het christendom(1841)
In zijn volgende boek De essentie van het christendom (oorspronkelijke spelling: Das Wesen des Christenthums), dat algemeen als zijn hoofwerk wordt aangemerkt, legde Feuerbach zijn filosofie en zijn kritiek op religie uitgebreider uit. Hij betoogde dat de notie van het opperwezen niet meer is dan de projectie naar buiten toe van zijn eigen innerlijke natuur. Dit was van sterke invloed op de gedachten van Marx, vooral waar het de vervreemdingstheorie betreft, en ook op Joseph Dietzgen, Max Stirner en later Friedrich Nietzsche, die zich niet alleen antit-religieus uitte, doch tevens specifiek anti-christelijk.
Feuerbach stelde, in navolging van de Franse arts de La Mettrie een eeuw eerder, dat het menselijk organisme niet een hoger onderdeel als de ¨ziel¨ vereist dat afzonderlijk na de dood naar het hiernamaals zou gaan.

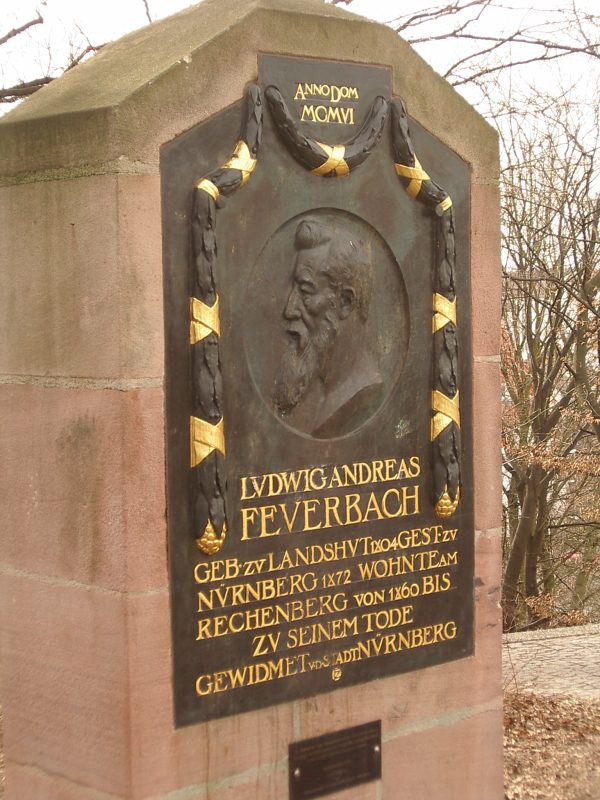
Monument voor Feuerbach, Neurenberg

Feuerbach had een materialistische grondhouding. Desondanks werd hij door Marx in diens Stellingen over Feuerbach hevig bekritiseerd, omdat Feuerbach volgens hem niet de politieke consequenties van zijn werk inzag.
Feuerbach stelt dat religie – en in het bijzonder het christendom – een projectie is van menselijke eigenschappen. Volgens Feuerbach is God niet een objectief bestaand wezen buiten de mens, maar een verpersoonlijking van menselijke verlangens, idealen en waarden. God is, zegt hij, "de geobjectiveerde menselijke essentie". Dat wil zeggen: mensen hebben hun beste eigenschappen – zoals liefde, wijsheid en macht – geprojecteerd op een bovennatuurlijk wezen, dat ze vervolgens aanbidden.
Met deze stelling bekritiseert hij de theologie en stelt dat het godsgeloof eigenlijk antropologie is: een studie van de mens zelf. God is niet iets dat de mens geschapen heeft, maar iets dat de mens zelf heeft voortgebracht. Religie weerspiegelt dus niet de realiteit van een goddelijke wereld, maar de innerlijke aard van de mens. In dit opzicht is religie volgens Feuerbach essentieel menselijk: religie vertelt ons niet zozeer over God, maar over wie wij als mensen willen zijn.
Feuerbach maakt onderscheid tussen het "wezen van de religie" en haar "vorm". Het wezen is het menselijke gevoel van afhankelijkheid, liefde en moraliteit – de kern van religieuze beleving. De vorm zijn de dogma's, rituelen en instellingen die daarvan een uitdrukking zijn. Feuerbach bepleit een terugkeer naar de kern, die volgens hem niet in een bovennatuurlijke God ligt, maar in de mens zelf. Hij ziet in liefde en menselijkheid de ware goddelijke kern.
Zijn kritiek op het christendom is dus niet puur atheïstisch, maar humanistisch. Hij pleit niet voor het afschaffen van religieuze waarden, maar voor hun terugkeer naar de menselijke sfeer. Het ideaal van het christendom – liefde voor de medemens – moet volgens Feuerbach niet langer verbonden worden aan een goddelijke autoriteit, maar aan de mens zelf.
Feuerbachs geruchtmakend werk vormde een keerpunt in de religiekritiek van de 19e eeuw. Zijn ideeën beïnvloedden denkers als Karl Marx, Engels en Freud. Marx nam bijvoorbeeld Feuerbachs idee van projectie over, maar bekritiseerde hem ook omdat hij geen revolutionaire oplossing bood voor de maatschappelijke verhoudingen waarin religie geworteld is.
Hij pleit voor een mensgerichte benadering van religie. Wat wij in God aanbidden, is eigenlijk onszelf – of tenminste het beste in onszelf.

#### Publicaties in 1843 en 1847
In 1843 publiceerde Feuerbach ongehinderd door de Pruisische censuur in Zwitserland zijn Grundsätze der Philosophie der Zukunft, later aangevuld met zijn teksten Die Religion der Zukunft en Die Kirche der Zukunft (1847). Later vulde hij zijn geschriften over dit onderwerp nog aan met Das Wesen des Glaubens im Sinne Luthers - ein Beitrag zum ¨Wesen des Christentums¨.

##### Grundsätze der Philosophie der Zukunft(1843)
Deze tekst is een kernwerk van het jonge, linkse hegelianisme en markeert Feuerbachs breuk met de speculatieve idealistische filosofie van Hegel. Feuerbach streefde naar een nieuwe filosofie van de mens, waarin zintuiglijkheid, lichamelijkheid en het menselijke gevoel centraal staan.
In Grundsätze der Philosophie der Zukunft (vert.Grondbeginselen van de filosofie van de toekomst) bekritiseerde Feuerbach de abstracte en speculatieve filosofie van Hegel. Hij stelde dat Hegels systeem de menselijke realiteit zou verwaarlozen en de werkelijke mens ondergeschikt zou maken aan een abstract idee. Voor Feuerbach is het noodzakelijk om terug te keren naar de concrete mens als uitgangspunt van de filosofie. Opmerkelijk is dat dit werk van Feuerbach verschijnt kort voor het bekendste werk van zijn tijdgenoot Max Stirner, waarin deze alle abstracties zelfs als ¨spookbeelden¨ verwerpt.
Waar Hegel vertrekt vanuit het Absolute (de Geest, het denken), wilde Feuerbach de filosofie antropologisch keren: de mens is niet een manifestatie van de Idee, maar omgekeerd, de Idee is een projectie van de mens. De filosofie van de toekomst moet zich dus niet langer bezighouden met het denken op zichzelf, maar met de mens als voelend, zintuiglijk en natuurlijk wezen.
- Kernstelling: de mens is de maat van alle dingen

Feuerbach begint met een fundamenteel uitgangspunt:
“De nieuwe filosofie maakt de mens tot uitgangspunt, middelpunt en eindpunt van de filosofie.”
Dit is een duidelijk modern humanistisch standpunt. De waarheid moet niet meer gezocht worden in bovenzinnelijke ideeën of goddelijke openbaringen, maar in de werkelijke mens, zoals deze leeft, voelt, lijdt en geniet. Max Stiner zou kort daarna nog verder gaan door uitsluitend de Unieke Ik als uitgangspunt te willen nemen; zelfs niet eens meer ¨de mensheid¨ (zoals Marx en Engels zouden doen), want ook dat is  welbeschouwd immers niets anders dan een abstractie.
- Feuerbach neemt afstand van elke vorm van theologie en idealisme. Hij persisteert dat godsdienst een projectie is van de menselijke natuur: God is niets anders dan het vergrote beeld van de menselijke essentie. In plaats van God te beschouwen als een apart, bovennatuurlijk wezen, zouden we moeten begrijpen dat God eigenlijk een symbolische representatie is van menselijke verlangens en eigenschappen (zoals liefde, wijsheid, macht).

- Feuerbach verweet het idealisme (vooral Hegels systeem) dat het de werkelijkheid op zijn kop zou zetten. De abstracte Geest, Idee of het Denken wordt als grondslag genomen van de werkelijkheid, terwijl volgens Feuerbach het omgekeerde waar is:

“Niet het denken is het wezen van de mens, maar het voelen, het willen, het lijden – de totaliteit van het menselijke wezen.”
- Feuerbach stelde dat idealistische filosofieën de zintuiglijke ervaring en de lichamelijkheid van de mens verwaarlozen. Maar juist daarin ligt volgens hem de bron van waarheid. De filosofie van de toekomst moet vertrekken vanuit de zinnelijke mens, niet vanuit een abstracte geest. De geest komt voort uit de natuur, uit de lichamelijkheid en de sociale realiteit van de mens, niet andersom.

- Een van de belangrijkste bijdragen van Feuerbach is zijn rehabilitatie van de zintuiglijke ervaring als basis voor filosofie. In tegenstelling tot het rationalisme en idealisme, die de zintuigen wantrouwen of als inferieur beschouwen, stelde Feuerbach:

“Alle waarlijk menselijke kennis is zintuiglijke kennis.”
Hij noemde deze visie ook wel een "sensualistisch humanisme": alleen door de zintuigen zouden we de werkelijkheid kunnen kennen, ervaren we liefde, vreugde, pijn en verbondenheid. De zintuigen zijn geen vijanden van de rede, maar daarentegen haar fundament.De geest bestaat niet los van het lichaam – het bewustzijn is ingebed in een levend, voelend lichaam. Daarom zu ook het individu altijd een lichamelijk, eindig en natuurlijk wezen zijn.
- Een bekend onderdeel van Feuerbachs denken is zijn kritiek op de religie, die hij in Grundsätze verder uitwerkt. Religie zou volgens hem een psychologische en antropologische projectie wezen: de mens externaliseert zijn eigen essentie en noemt dat ‘God’.

- Wat de gelovige aan God toeschrijft – liefde, goedheid, almacht – zijn in feite ideale eigenschappen van hem- of haarzelf. Maar in plaats van deze eigenschappen in zichzelf te erkennen, vervreemdt de mens zich ervan door ze op een bovennatuurlijk wezen te projecteren.

- Feuerbach stelt:

“De geheimen van de theologie zijn de geheimen van de antropologie.”
- Godsdienst is derhalve een vorm van zelfvervreemding. De taak van de filosofie van de toekomst is volgens Feuerbach dan ook deze vervreemding opheffen en de mens terugbrengen tot zichzelf, tot zijn werkelijke natuur.

- Een opvallend thema bij Feuerbach is de nadruk op liefde. Liefde is voor hem niet zomaar een gevoel, maar een filosofisch principe dat de basis vormt van menselijke relaties en zingeving.

“Waarheid is alleen in de gemeenschap, in de liefde.”
- Liefde zou het middel zijn waardoor de mens zich verbindt met de ander, met de wereld en zichzelf zou overstijgen. In de liefde wordt de mens pas werkelijk mens – hij of zij treedt buiten zichzelf en herkent zichzelf in de ander. Daarmee krijgt ethiek bij Feuerbach een heel menselijke basis: het goede zou niet datgene zijn wat in abstracto overeenkomt met de rede (zoals bij Kant), maar dat wat voortkomt uit verbondenheid, medemenselijkheid en liefde.

- Feuerbach stelde dat de religieuze verlangens van de mens – naar troost, verlossing, zingeving – niet onderdrukt zouden moeten worden, maar omgevormd tot menselijke idealen. In plaats van onze hoop te richten op een hiernamaals of een bovennatuurlijke god, zouden we moeten streven naar een menselijke wereld, waarin de waarden van liefde, solidariteit en schoonheid werkelijkheid worden. Daarom is zijn filosofie niet nihilistisch: hij neemt de kern van religieuze gevoelens serieus, maar herinterpreteert ze als menselijke potentie.

De filosofie van de toekomst, zoals Feuerbach die voorstaat, is emancipatorisch: ze bevrijdt de mens van de illusies van het idealisme en de onderwerping aan een bovennatuurlijke God. In plaats daarvan leert ze de mens zichzelf te kennen als zinnelijk, voelend, sociaal wezen.
Deze filosofie is tegelijk materialistisch (de mens is lichamelijk en natuurlijk), humanistisch (de mens is het hoogste doel) en democratisch (de waarheid ligt in de gemeenschap, niet in een elite van denkers).
Met Grundsätze der Philosophie der Zukunft zet Feuerbach een revolutionaire stap in de filosofie van de 19e eeuw. Hij luidt het einde in van het klassieke idealisme en legt de basis voor een modern humanisme, waarin de werkelijke mens centraal staat.

##### Die Religion der Zukunft(1849)
In zijn in 1949 gepubliceerd werk Die Religion der Zukunft (vert.De religie van de toekomst) werkt Feuerbach verder uit wat hij in eerdere teksten begon: een kritische analyse van religie én een voorstel voor een nieuwe, toekomstgerichte vorm van zingeving, geworteld in de mens zelf.
In Die Religion der Zukunft stelt Feuerbach de vraag: wat is religie, en wat zou religie moeten zijn? Hij bekritiseert bestaande religies – met name het christendom – vanwege hun nadruk op het bovennatuurlijke en hun vervreemding van de mens. Volgens Feuerbach zu religie in haar kern een menselijk fenomeen zijn, dat voortkomt uit puur menselijke behoeften zoals liefde, troost, verbondenheid en zingeving.
De religie van de toekomst zou dan ook geen godsdienst meer zijn in de traditionele zin, maar een ethische en modern-humanistische levenshouding. Ze gaat niet over het vereren van een God buiten de wereld, maar over het eren van het leven zelf, van de mens, van de natuur, en van de gemeenschap.
- Feuerbach herhaalt in dit werk zijn beroemde projectietheorie uit eerdere werken, met name Das Wesen des Christentums: God is de veruitwendiging van de menselijke essentie.

- Wat gelovigen aan God toeschrijven – almacht, wijsheid, goedheid, liefde – zijn eigenlijk ideale eigenschappen van de mens zelf. Maar in plaats van deze eigenschappen in zichzelf te erkennen, projecteert de mens ze op een bovennatuurlijk wezen buiten zichzelf. Daardoor vervreemdt hij zich van zijn eigen natuur.

- Religie, in haar traditionele vorm, is derhalve een illusie: ze stelt menselijke wensen en verlangens voor als iets objectiefs dat buiten de mens bestaat.

- Feuerbach verwierp het idee dat religie zou voortkomen uit een goddelijke openbaring. In plaats daarvan is religie een psychologisch en sociaal verschijnsel, dat ontstaan is uit menselijke emoties zoals angst, hoop, dankbaarheid en liefde. Religie is een antwoord op eindigheid, dood, onmacht, en verlangen naar verbondenheid.

- Dat betekent dat religie op zich geen kwaad is – maar dat het verkeerd is om haar oorsprong in een bovennatuurlijke wereld te zoeken. De echte religie van de toekomst moet haar fundament vinden in de menselijke natuur, niet in een God of geopenbaarde waarheid.

- Feuerbach was in Die Religion der Zukunft uitgesproken kritisch over het christendom. Hij noemde het een religie die de natuur en de lichamelijkheid van de mens zou verachten. Het christendom verheerlijkt het hiernamaals, de ziel, het offer, de zonde, en een wereld buiten de mens. Daarmee verloochent het de werkelijke behoeften van de mens op aarde.

- Voor Feuerbach is het christendom een ontkenning van het leven. Het leert mensen om zichzelf te verachten, om hun lichamelijke en zintuiglijke natuur te onderdrukken, en hun hoop te vestigen op een hemels beloningssysteem. Deze vorm van religie is ongeschikt voor de toekomst.

- Als alternatief oppert Feuerbach religie van de toekomst die niet gebaseerd zal zijn op geloof in God of het bovennatuurlijke, maar op de erkenning van het heilige in het menselijke en natuurlijke leven zelf.

- Hij noemt als kernwaarden van deze religie:

Liefde: niet als religieus dogma, maar als menselijke kracht die ons verbindt met anderen.
Natuur: als bron van leven, vreugde, zingeving en waarheid.
Zintuiglijkheid: als brug tussen mens en wereld. Onze zintuigen brengen ons in contact met schoonheid, met anderen, met het goede.
Gemeenschap: ware religie ontstaat niet uit afzondering of ascese, maar uit het samenleven met anderen.
De religie van de toekomst is dus een vorm van immanent humanisme: het zoekt betekenis niet in iets buiten of boven de wereld, maar in de wereld zelf.
- Feuerbach benadrukt dat de ethiek van de toekomst niet afhankelijk is van God of openbaring. Goedheid, mededogen, rechtvaardigheid en solidariteit vloeien voort uit de menselijke natuur zelf. De mens is in staat om zijn medemens te begrijpen, te helpen, en zich verantwoordelijk te voelen – zonder dat hij daarvoor een goddelijke gebieder nodig heeft.

- Moreel gedrag dient niet het resultaat te zijn van angst voor straf of hoop op beloning in het hiernamaals, maar daarentegen van gevoelens van liefde, empathie en wederkerigheid. Dit is voor Feuerbach een diepere, zuiverder vorm van religie.

- Feuerbach ziet geloof als een voorbijgaande fase in de geschiedenis van de mensheid. Geloof is gebaseerd op onzekerheid, op het niet-weten. Maar de toekomst is aan de mens die weet, voelt, ervaart en handelt. In plaats van zich te verlaten op autoriteit of mysterie, moet de mens leren vertrouwen op zijn eigen verstand en gevoel.

- De religie van de toekomst is dus geen religie van het geloof, maar van het vertrouwen in de mens zelf, in zijn vermogen om te denken, te voelen, te beminnen en te zorgen.

- Een bijzonder punt in Feuerbachs denken is zijn opvatting dat liefde en gemeenschap een soort spirituele functie vervullen. Hij erkent dat mensen behoefte hebben aan zingeving, aan verbondenheid, aan iets dat hen overstijgt. Maar dit hoeft geen god te zijn – het kan ook de ander zijn, de natuur, de gemeenschap.

- De ware religie is volgens hem:

“de liefde voor de mens als mens.”
Daarin ligt ook de overgang van een religie van afzondering naar een religie van solidariteit. De mens moet de ander niet liefhebben “om Godswil”, maar om zichzelf, als medemens, als levend wezen.
In Die Religion der Zukunft ontvouwde Feuerbach een radicale visie: religie moest geseculariseerd worden. Niet door haar af te schaffen, maar door haar terug te brengen tot haar menselijke kern. In plaats van een transcendente God aanbidden we het leven, de liefde, de natuur en de menselijkheid zelf.
De religie van de toekomst is:
- Zonder God, maar niet zonder spiritualiteit;
- Zonder dogma, maar niet zonder zingeving;
- Zonder hiernamaals, maar vol van verbondenheid met deze wereld.
Zo wordt religie geen middel van onderdrukking of illusie meer, maar een bron van levensbevestiging en menselijkheid.

## Filosofie van Feuerbach
Feuerbach maakte deel uit van de links-hegelianen. Dit waren jonge Duitse intellectuelen die weliswaar de dialectiek van Hegel waardeerden, maar op zijn idealisme en metafysica hevig kritiek uitten. Ook Feuerbach had kritiek geuit op Hegels godsdienstideaal. Hegel schreef dat God van zichzelf vervreemd raakte toen Hij de mens schiep (niet veel later zou Nietzsche nog verder gaan met zijn bekende, doorgaans buiten de context aangehaalde uitspraak ¨God is dood¨: daarbij wordt veelal zijn niet onbelangrijke toevoeging weggelaten: ¨de mens heeft hem vermoord¨). Feuerbach draaide de bewering van Hegel om. Hij schreef dat de mens van zichzelf vervreemd raakte, toen hij God schiep. Hij beweerde zelfs dat het geloven in God en de heilige Familie de oorzaak van alle disharmonie op aarde zou zijn.
Daartoe gebruikte hij de hegeliaanse dialectiek. Hij beschouwde de hemelse en harmonieuze familie als de these. De aardse en ontwrichte familie als antithese. En vormde tot slot de aardse harmonieuze familie als synthese. Dit wordt bereikt door de hemelse familie en ook God te vergeten. Door te beseffen dat harmonie enkel op aarde mogelijk is, verdwijnt de ontwrichting vanzelf.
Deze stelling werd door Marx, die Feuerbach aanvankelijk bewonderde, als een utopie beschouwd. Bovendien beschuldigde Marx Feuerbach van ¨crypto-idealisme¨. Volgens Marx was de filosofie van Feuerbach immers geenszins materialistisch, maar nog altijd in essentie idealistisch van aard. Volgens Marx beschouwde Feuerbach de mens namelijk als een abstract, statisch en eenzaam wezen, zonder enige rekening te houden met de geschiedenis en de klassenpositie van de mens in de samenleving. Feuerbach beweerde dat de mens zijn Goden zou hebben gecreëerd om liefde met almacht te combineren. Marx beweerde daarentegen dat de mens zijn God zou hebben gecreëerd ten gevolge van onderdrukking (een gevleugelde uitspraak van hem luidde daarom ¨Godsdienst is opium van het volk¨). Marx veronderstelde dat religie zou verdwijnen door collectieve klassenstrijd en de revolutie. Feuerbach daarentegen vond dat ieder individu zijn of haar geluk moest zoeken in de werkelijke wereld en niet in een goddelijk surrogaat.

## Feuerbach over de ziel
Volgens Feuerbach is de ziel of geest nauw verbonden met het lichaam en dus niet een hoger onderdeel dat na de lichamelijke dood nog zou overleven in het hiernamaals. Volgens hem bestond er achter de natuur niet een God. De psychologie is daarbij gericht op de subjectieve ervaringen, kortom het innerlijk beleefde zielenleven. Het geestelijke is dus eigenlijk een illusie die voortkomt uit de subjectieve waarneming van de mens. Objectief gezien is de ziel het product van de complexe werking van de hersenen, die het onderwerp zijn van de fysiologie.

## De belangrijkse aandachtsgebieden van Feuerbachs religiekritiek
Feuerbachs hoofdwerk Das Wesen des Christenthums en het daarop geschreven vervolg Das Wesen der Religion blijven zijn invloedrijkste en meest besproken werken. Zijn productiefste en scherpste fase lag echter tussen 1840–1845. Zijn Latere werken zijn minder bekend, maar verdiepen zijn religiekritiek vanuit cultuurhistorisch perspectief.
Feuerbach heeft zich in mindere mate en indirect tevens uitgelaten over andere religies:

### Jodendom
Feuerbach noemt het jodendom af en toe, maar niet als onderwerp van systematische analyse. Hij behandelt het meestal in de context van het ontstaan van het christendom en in contrast met christelijke noties van liefde, verlossing en universaliteit. Hij ziet het jodendom eerder als een voorstadium van de christelijke religie — een religie die volgens hem sterker gegrond is in het concrete, aardse leven, en in het beeld van een almachtige, maar ook wrekende God.
Hij volgt hier gedeeltelijk de Hegeliaanse traditie waarin het jodendom wordt gezien als "beperkt" tot één volk en het christendom als "universeel" — een visie die tegenwoordig als problematisch en eurocentrisch wordt gezien.

### Islam
Over de islam schrijft Feuerbach zeer weinig tot niets diepgaands. In zijn werk zijn er hooguit terloopse verwijzingen, vaak in de context van het theïsme of als contrast met het christendom. Hij beschouwde de islam net als andere theïstische religies als een vorm van projectie van de menselijke geest, maar hij heeft nooit een systematisch overzicht of analyse van de islam gegeven.

### Animisme / Natuurreligies
Feuerbach is meer geïnteresseerd in de psychologische en antropologische wortels van religie, en in dat kader verwijst hij soms naar vroege religies, die wij vandaag als animistisch of polytheïstisch zouden benoemen. Hij ziet deze als vormen van religie waarin de mens zijn afhankelijkheid van de natuur projecteert in geestelijke krachten of goden.

## Lijst van de belangrijkste tijdens zijn leven uitgegeven publicaties van Feuerbach
Onderstaand overzicht geeft de belangrijkste gepubliceerde werken weer. Feuerbach heeft echter ook artikelen, essays en ongepubliceerde manuscripten nagelaten, die verder inzicht kunnen geven in de ontwikkeling van zijn denken.

### Fase 1: Theologisch-idealisme en jong-Hegeliaanse kritiek (1828–1839)
Feuerbach studeert bij Hegel, maar ontwikkelt al snel een kritische houding. Zijn eerste werken blijven sterk filosofisch-theologisch, vaak met historisch karakter.
- 1. 1830: Gedanken über Tod und Unsterblichkeit ( over Dood en Onsterfelijkheid (anoniem gepubiceerd).

Dit betrof zijn eerste werk waarin hij christelijke dogmaś zoals onder meer de onsterfelijkheidsleer verwierp. Zie verder hierboven.
- 2. 1833: Geschichte der neuern Philosophie von Bacon bis Spinoza (Geschiedenis van de Nieuwere Filosofie van Bacon tot Spinoza). Dit werk ontstond tijdens zijn periode als privaatdocent aan de Universiteit van Erlangen, wordt beschouwd als een van de belangrijkste overzichten van de geschiedenis van de moderne filosofie in de directe nasleep van Hegel. In dit boek behandelt Feuerbach de filosofische leerstellingen van Francis Bacon, Thomas Hobbes, Pierre Gassendi, Jakob Böhme, René Descartes, Arnold Geulincx, Nicolas Malebranche en Baruch Spinoza. Hij legt in het bijzonder de nadruk op aspecten die constitutief zijn voor de moderne filosofie, zoals het antischolasticisme, de herontdekking van de natuur, de bevordering van de natuurwetenschappen en de fundering van de autonomie van de mens.
- 3. 1834 Abälard und Heloise. Oder: Der Schriftsteller und der Mensch. Dit betrof een filosofisch-psychologisch essay over liefde en subjectiviteit aan de hand van de beroemde middeleeuwse liefdesgeschiedenis: Feuerbachs eerste existentiële filosofische tekst.

- - Hij stelde hierin liefde centraal als zelfverlies én zelfvinding en de verhouding tussen geest en gevoel wordt voorgesteld als tragisch conflict.

- - In dit essay reflecteerde Feuerbach filosofisch en psychologisch op liefde, subjectiviteit en de verhouding tussen gevoel en rede aan de hand van het verhaal over het beroemde liefdesleven van de katholieke geestelijke Pierre Abélard, gelatiniseerd tot Petrus Abaelardus (Le Pallet bij Nantes, 1079 – in het klooster St. Marcel bij Chalon-sur-Saône, 21 april 1142). Pierre Abélard was een middeleeuwse Franse scholastieke theoloog en filosoof die  mede beroemd werd vanwege zijn privéleven, waarover een uitgebreide briefwisseling tussen hem en zijn geliefde Héloïse is overgeleverd. Toen de dialecticus lesgaf in Parijs, verwekte hij een kind bij zijn geliefde Héloïse, wat strikt geheim moest blijven, want om wijsbegeerte en godgeleerdheid te mogen onderwijzen moest men immers een celibatair levende kanunnik zijn.

- - In 1834 publiceerde Feuerbach geïnspireerd door het beroemde middeleeuwse verhaal dit opmerkelijk filosofisch essay over liefde als existentiële waarheid. Daarin grijpt hij de tragische liefdesgeschiedenis aan als casus om fundamentele thema’s te onderzoeken: liefde, subjectiviteit, het conflict tussen geest en lichaam, tussen idee en werkelijkheid. Het werk staat op de drempel van Feuerbachs latere religie- en menskritiek, en kan gelezen worden als overgang tussen zijn idealistische opleiding en zijn materialistische wending.

- - Het essay werd geschreven in een periode waarin Feuerbach zich begon af te keren van het abstracte idealisme van Hegel. In Abälard und Heloise klinkt nog de toon van de romantische filosofie door, maar de thematiek is al sterk existentieel. In plaats van systeemfilosofie biedt Feuerbach hier een levensfilosofisch portret: een analyse van een concrete liefdesrelatie, waarin het mens-zijn in zijn intensiteit en breekbaarheid zichtbaar wordt. De stijl is literair en psychologisch: eerder een filosofische miniatuur dan een systematisch betoog.

- - Centraal staat het idee dat ware liefde geen objectiverend of rationeel proces is, maar een volledige overgave van het zelf aan een ander zelf. In de liefde ervaart de mens zichzelf niet als abstract denkend subject, maar als levend wezen, geworpen in verlangen en kwetsbaarheid. Het ego transcendeert zichzelf in de liefde door zich te richten op een ander. Liefde is dus geen vorm van bezitsdrang of romantische illusie, maar een existentieel proces van zelfverlies en zelfvinding.

- - Feuerbach identificeerde zich in zekere zin met Abälard: een briljante denker, scherp polemist, maar iemand die zijn eigen gevoelsleven onderdrukt ten gunste van de geest. Hij beschreef hoe Abälard zijn liefde voor Heloïse ondergeschikt maakt aan zijn intellectuele roeping, en haar uiteindelijk — na castratie en vernedering — in een klooster plaatst. Voor Feuerbach is dit emblematisch voor een vervreemd mensbeeld, waarin de rede zich afkeert van het vlees, van de mens als lichamelijk en liefhebbend wezen.

- - Abälards tragedie bij Feuerbach is dat hij zijn menselijkheid offert aan het ideaal van heilige, onlichamelijke waarheid. Hij belichaamt het tekort van een idealisme dat de mens als denkend wezen verheerlijkt, maar zijn lichamelijkheid en gevoelsleven miskent.

- - Tegenover Abälard staat Heloïse, die volgens Feuerbach de stem van het zuivere gevoel vertegenwoordigt. Zij onderwerpt zich aan Abälard, maar haar liefde blijft — zelfs na de opsluiting in het klooster — intens, lichamelijk en existentieel. In haar brieven spreekt zij niet tot een filosoof of priester, maar tot een geliefde die haar verlaten heeft. Heloïse weigert te abstraheren; zij blijft trouw aan haar liefde in haar concrete zinnelijkheid. Feuerbach maakt haar daarmee tot het symbool van een "filosofie van het hart", waarin waarheid niet een idee is, maar een beleving.

- - Hoewel het essay zich niet expliciet keert tegen Hegel, is het duidelijk dat Feuerbach hier al begon te breken met het Hegeliaanse geloof in het primaat van de rede. Door Abälard als tragisch voorbeeld te presenteren van een denker die zijn leven opofferde aan een abstractie, voert Feuerbach een vroege existentiële kritiek op de filosofie zelf (die Marx in 1847 ten tijde van het 19e eeuwse sociale vraagstuk en aan de vooravond van de Revoluties van 1848 zou aanscherpen in zijn beroemde notitie dat filosofen niet langer de wereld zouden dienen te verklaren, doch deze daarentegen zouden dienen te veranderen)

- - In zijn voorstelling van de persoon van Heloïse vindt Feuerbach het antwoord: een mensbeeld dat gevoel, lichamelijkheid en relatie als wezenlijk erkent. Het is een aanzet tot zijn latere stelling dat niet de "Geest" of "God", maar de mens in zijn zintuiglijke totaliteit het fundament van de filosofie moet zijn.

- - Feuerbachs Abälard und Heloise is een relatief onbekend werk gebleven, overschaduwd door zijn latere hoofdwerk Das Wesen des Christentums. Toch laat het zien dat Feuerbachs filosofie wortelt in een diepe humanistische gevoeligheid. Het essay is een unieke mengvorm van literatuur, filosofie en psychologie avant la lettre. In het hedendaagse denken over affect, subjectiviteit en embodied experience (zoals bij Martha Nussbaum of Iris Murdoch), krijgt Feuerbachs intuïtie echter opnieuw actualiteit.

- - Feuerbach keerde zich in dit wrk impliciet tegen idealistisch denken en benadrukte de waarheid van de gevoelige,lichamelijke mens.

- 4. 1837: Pierre Bayle. Ein Beitrag zur Geschichte der Philosophie und Menschheit (Pierre Bayle. Een Bijdrage aan de Geschiedenis van de Filosofie en de Mensheid)Feuerbach analyseert Bayles kritische benadering van theologie en speculatieve filosofie, waarbij hij zijn scepticisme en de invloed daarvan op de ontwikkeling van de Verlichting en materialistische ideeën, met name in Frankrijk, benadrukt. Hij onderzoekt Bayles opvattingen over religie, moraliteit, de relatie tussen theologie en wetenschap, atheïsme en de mogelijkheid van een atheïstische samenleving. Feuerbach gebruikt Bayles ideeën om zijn eigen, door de Verlichting geïnspireerde perspectieven te promoten en bekritiseert de vermenging van theologie en wetenschap, filosofie, religie en reactionaire politiek. Hij pleit voor een filosofie die de wetenschap en het algemeen belang ondersteunt. Dit werk van Feuerbach wordt als belangrijk beschouwd voor het begrijpen van de receptie van Bayles ideeën in de 19e-eeuwse Duitse filosofie en voor Feuerbachs eigen intellectuele ontwikkeling. Het toont Feuerbachs betrokkenheid bij het gedachtegoed van de Verlichting en zijn kritiek op traditionele religieuze en filosofische systemen. In 1848 verscheen en herziene en uitgebreide 3e editie, eveneens uitgegeven door Wigand in Leipzig.
- 5. 1838: Über Philosophie und Christenthum in Beziehung auf den Hegelschen Standpunkt (Over Filosofie en Christendom in Relatie tot het Hegeliaanse Standpunt). Hierin onderzoekt hij de verhouding tussen filosofie en christendom, en plaatst hij beide in het licht van de filosofie van Hegel. Hoewel hij aanvankelijk een bewonderaar was van Hegel, begint zich in dit werk kritisch te distantiëren van diens idealistische systeem. Hij bekritiseert met name de manier waarop Hegeliaanse filosofie het christendom tracht te verzoenen met de Rede, waarbij religieuze begrippen worden geïnterpreteerd als abstractie, een rationeel concept binnen het geheel van de Wereldgeest. Feuerbach stelt dat deze verzoening kunstmatig zou zijn. In Hegels systeem zouden religieuze gevoelens en voorstellingen worden gerationaliseerd en daardoor vervreemd van hun oorspronkelijke menselijke betekenis.
  - Feuerbach distantieert zich van Hegel en benadrukt dat religie in wezen een menselijke projectie is – een uitdrukking van de menselijke natuur, verlangens en zelfbewustzijn – en niet een objectieve openbaring van een bovennatuurlijke werkelijkheid.
  - Hiermee bereidt Feuerbach de weg voor zijn latere, invloedrijke werk Das Wesen des Christenthums (1841), waarin hij religie systematisch analyseert als een projectie van de menselijke essentie. Ware filosofie dient zich zich niet moet onderwerpen aan theologische of religieuze aannamen, maar moet vertrekken vanuit de concrete, zintuiglijke mens.
  - Feuerbach verdedigt een vorm van filosofie die de mens in zijn aardse, lichamelijke en eindige bestaan centraal stelt. Daarmee keert hij zich tegen het speculatieve karakter van de Hegeliaanse metafysic. Daarin wordt het absolute idee of de geest als hoogste realiteit voorgesteld. Volgens Feuerbach leidt deze abstractie tot vervreemding, omdat ze de werkelijke mens negeert. Wat betreft het christendom, erkent Feuerbach dat het historische en morele waarde heeft, maar hij stelt dat de filosofie zich moet losmaken van religieuze dogma’s om tot werkelijke zelfkennis en humanisme te komen.

- - Filosofie mag niet langer dienen als rechtvaardiging van theologie, maar moet haar zelfstandigheid terugwinnen door zich te richten op de mens als maat van alle dingen. In dit werk zet Feuerbach een eerste openlijke stap richting zijn materialistische en humanistische kritiek op religie.
  - Hij roept op tot een filosofie die de mens niet ondergeschikt maakt aan een goddelijke orde, maar die de menselijke ervaring en natuur als vertrekpunt neemt. Deze benadering zou later een grote invloed uitoefenen op denkers als Marx en Engels.
- 6. 1839: Zur Kritik der Hegelschen Philosophie (Kritiek op de Hegeliaanse Filosofie). Feuerbach publiceerde dit werk als een jonge theoloog-filosoof aan de Universiteit van Berlijn. He was in feite al een voorbode voor zijn hoofdweek dat twee jaar later zou verschijnen. Hij was gefascineerd door Hegels systeem, maar ontwikkelde al snel scherpe kritiek. Zijn doel was de idealistische abstracties van Hegel te ontmaskeren en filosofie concreter te maken, dichter bij de menselijke werkelijkheid.

- - Feuerbach pleit ervoor dat de waarheid niet gevonden wordt in abstracte concepten, maar in de menselijke ervaring. Hij verwerpt Hegels idee dat de “Geest” (Geist) de werkelijkheid schept: integendeel, de geest is product van sociale, zintuiglijke, biologische mens. Filosofie moet volgens hem daarom een “fysische” en “zintuiglijke” grond hebben. Hij bepleit een omkering van de dialectiek: Waar Hegel spiritueel absolutiseert, zet Feuerbach de mens centraal. Geen Geest-creatie, maar mens als basis. Hegel za de werkelijkheid echter als iets rationeels. Feuerbach trekt die definitie in twijfel: hij benadrukt dat de werkelijkheid niet uitsluitend aan ons denken onderhevig is. Hegel maakte van God een onderdeel van zijn dialectisch systeem. Voor Feuerbach is God echter een projectie van menselijke behoeften – geen onzichtbaar geestelijk Opperwezen, maar een symbolische uitdrukking van menselijke verlangens en idealen.

- - Feuerbach pleit voor een meer empirische, zintuiglijke benadering. Hij verwerpt de idee van absolute begrippen die onafhankelijk van het menselijk bewustzijn zouden bestaan. Filosofie moet gaan over leven, natuur, lichaam – niet over abstracte begrippen en synthetische dialectiek. Empirisch onderzoek en ervaring zijn de middelen om tot waarheid te komen.

- - Feuerbach bepleit een antropologisch vertrekpunt: kennis begint bij de mens: diens perceptie, emoties, behoeften. Daarom: is filosofie eigenlijk antropologie – studie van de mens. Menselijke zintuigen en gevoelens moeten centraal staan in filosofisch denken. Hegels filosofie verliest contact met deze basis, omdat ze immers uitgaat van abstracties. Hegels methode distantieert zich van het reële leven.

- - De hegeliaanse triade these–antithese–synthese is voor Feuerbach te theoretisch, mist grond in menselijke natuur. Hegel behandelt begrippen als quasi-zelfstandige entiteiten; Feuerbach ziet ze als menselijke constructies, geen autonome entiteiten.

- - Feuerbach benadrukt dat filosofie de vooruitgang in de natuurwetenschappen niet mag negeren. Filosofen moeten aansluiten bij evolutionaire inzichten (Darwins boek On the Origin of Species zou echter pas kort daarna verschijnen, in 1859 ), biologie, en empirische waarneming. Hij wil natuurwetenschappelijk en filosofisch denken verenigen – ideaal als basis van wetenschap en maatschappij.Zur Kritik der Hegelschen Philosophie kondigde een nieuwe richting aan: filosofie is menselijke wetenschap, geworteld in natuur en ervaring. Tegenover idealistisch conceptdenken introduceert Feuerbach “deelervaring”. De omkering is duidelijk: niet de geest bepaalt, maar het bestaan (mens) bepaalt het denken.

Hoewel dit werk aanvankelijk relatief onbekend bleef, markeert dit het begin van Feuerbachs breuk met Hegel. Zijn nadruk op materialisme en antropologie zou later de grondslag vormen voor latere religiekritiek (zoals in 1841's "Das Wesen des Christentums") – en indirect voor Marx’ kritische materialisme.

### Fase 2: Radicale religiekritiek en antropologie (1841–1845)
In "Das Wesen des Christentums" (1841) presenteert Feuerbach zijn projectietheorie: God is een projectie van het menselijke wezen.In "Grundsätze der Philosophie der Zukunft" (1843) neemt hij volledig afstand van het idealisme en stelt hij dat de mens lichaam, zintuiglijkheid en natuur is – dit is zijn materialistisch-humanistische wending.
- 7. 1841: Das Wesen des Christenthums (Het Wezen /de Essentie van het Christendom). Dit is een filosofisch en theologisch werk, waarin Feuerbach betoogt zijn in diverse van zijn werken terugkerende hoofdthese dat religie – en met name het christendom – een projectie betreft van de menselijke natuur. Het boek vormt een fundamentele kritiek op het christelijk geloof, maar ook een heroriëntering van religie op de mens zelf. Het werk had evenals zijn eerder werk een diepe invloed op latere denkers onder wie Marx en Engels en ook op Freud.

- - Feuerbachs centrale stelling is dat God niet een bestaand, zelfstandig wezen is dat losstaat van de mens, maar juist een projectie van het menselijke wezen zelf. In zijn ogen is theologie eigenlijk antropologie: wanneer mensen over God spreken, spreken ze onbewust over zichzelf. Alle eigenschappen die aan God worden toegeschreven – almacht, wijsheid, liefde, rechtvaardigheid – zijn menselijke kwaliteiten die in een volmaakte vorm worden voorgesteld.

- - Volgens Feuerbach is religie dan ook een vorm van zelfvervreemding: de mens erkent niet dat hij zelf de bron is van het goddelijke beeld, en vervreemdt zich zo van zijn eigen wezen. Dit proces ontstaat uit een verlangen naar volmaaktheid en troost, maar leidt ertoe dat de mens zichzelf klein maakt tegenover een zelfgeschapen ideaalbeeld.

- - Feuerbach analyseert religie psychologisch en filosofisch. De menselijke gevoelens van afhankelijkheid, liefde, hoop en angst liggen ten grondslag aan religieuze voorstellingen. God is in wezen een vergoddelijking van het menselijke gemoed. De mens, die lijdt onder de beperkingen van zijn sterfelijkheid en onvolmaaktheid, schept een goddelijk wezen dat precies die kenmerken heeft die hij mist: onsterfelijkheid, almacht en absolute goedheid.

- - De religieuze mens aanbidt dus in feite zijn eigen verlangen. God is “de menselijke natuur in verheerlijkte vorm”. Dit verklaart ook waarom religie zulke krachtig affectieve functies vervult: het biedt mensen troost, zin en verbondenheid, maar op basis van een illusie.

- - Feuerbach richt zijn kritiek vooral op het christendom, dat volgens hem de menselijke eigenschappen in een bovennatuurlijk wezen heeft geconcentreerd en zo de mens van zichzelf heeft vervreemd. De leer van de incarnatie (God die mens wordt in Jezus Christus) lijkt op het eerste gezicht een toenadering van God tot de mens, maar zou vogens hem in werkelijkheid een omkering zijn: de mens moet zichzelf zogenaamd verlagen tot zondaar en God verheffen als het absolute tegenovergestelde.

- - Het christendom, stelt Feuerbach, draait niet werkelijk om de mens, maar om God. De liefde voor de naaste is ondergeschikt aan de liefde voor God, en de menselijke waardigheid wordt opgeofferd aan de eer van een bovennatuurlijk wezen. De hemelse wereld wordt belangrijker geacht dan de aardse, en het geloof prevaleert boven de rede.

- - Feuerbach bekritiseert ook de traditionele christelijke opvatting van het hiernamaals, die hij ziet als een uitvlucht uit de werkelijkheid. In plaats van de mens te helpen om het leven op aarde te verbeteren, verleidt de belofte van een hemel hem tot passiviteit en berusting in het lijden. Dit was in de 19e eeuw ten tijde van de sociale kwestie een opmerking die niet zonder gevolg zou blijven en aansporen tot strijd voor lotsverbetering in het heden, in plaats van te bidden of hopen.

- -     - Desalniettemin verwerpt Feuerbach niet alle waarden van religie. In plaats van religie volledig af te wijzen, wil hij haar herinterpreteren. De kern van religie – liefde, verbondenheid, ethiek – moet behouden blijven, maar zonder het bovennatuurlijke element. In plaats van God moet de mens centraal staan.

- -     - Hij stelt daarom een nieuwe vorm van humanisme voor: een “religie van de menselijkheid”. Hierin zijn menselijke liefde, solidariteit en zelfverwerkelijking de hoogste waarden. Feuerbach wil de religieuze gevoelens niet vernietigen, maar bevrijden uit hun ¨theologische gevangenis¨ en richten op de mens zelf.

- -     - Het doel van zijn filosofie is dan ook een omkering: niet langer een god die de mens schiep, maar een mens die goden schept. Zodra de mens dat inziet, kan deze zichzelf opnieuw aanvaarden, de eigen krachten erkennen en een wereld bouwen op basis van menselijke waarden in plaats van goddelijke geboden.

- - Vooral Das Wesen des Christenthums maar ook het vervolg daarop heeft een enorme impact gehad op het denken van de 19e en 20e eeuw. Karl Marx nam Feuerbachs idee van zelfvervreemding over, maar paste het toe op de economie in plaats van op religie. Freud zag religie als een soort collectieve neurose die diepgewortelde psychologische behoeften weerspiegelt. Ook Friedrich Nietzsche bouwde voort op Feuerbachs kritiek op het christendom.

Tegelijkertijd werd Feuerbach bekritiseerd omdat hij de religie zou reduceren tot een louter psychologisch of projectief verschijnsel, zonder recht te doen aan haar spirituele of metafysische dimensie. Theologen verwierpen zijn visie als reductionistisch en zelfs als atheïstisch.
Desondanks blijft Feuerbachs analyse een klassieker binnen de godsdienstkritiek en de moderne filosofie. Zijn werk biedt een krachtige uitnodiging tot zelfreflectie: hoe komt het dat wij goden scheppen, en wat zegt dat over onszelf?
Das Wesen des Christenthums is een fundamenteel werk dat religie niet alleen bekritiseert, maar ook probeert te herformuleren op basis van menselijkheid en rede. Feuerbachs in meerdere van zijn werken herhaalde projectie-theorie stelt dat God niets anders is dan de mens zelf, in ideale vorm. Door deze gedachte uit te werken, zet Feuerbach een intellectuele beweging in gang die leidt tot secularisatie, humanisme en een nieuwe vorm van ethiek, los van bovennatuurlijke fundamenten. Zie over dit hoofdwerk van Feuerbach verder ook hierboven.
- 8. 1845: Das Wesen der Religion (Het Wezen van de Religie). Dit boek geldt als het tweede van zijn meest invloedrijke werken.Das Wesen des Christenthums (1841) en Das Wesen der Religion (1845) vormen tessamen een fundamentele kritiek op religie — maar beide werken deden dit op verschillende manieren en met een verschillende focus.

Waar Das Wesen des Christenthums zich richtte op de specifieke inhoud en psychologische oorsprong van het christelijk geloof, probeerde Das Wesen der Religion religie als universeel menselijk fenomeen te doorgronden. Feuerbach's werk "Das Wesen der Religion" (1845), in het Nederlands "Het wezen van de religie", is een belangrijk filosofisch geschrift waarin hij zijn visie op religie verder ontwikkelt. Dit werk is een vervolg op zijn "Das Wesen des Christentums" (1841). Feuerbach blijft betogen dat religie een menselijke projectie is, voortkomend uit de natuurervaring en de menselijke emotionele behoeften. Waar hij in Das Wesen des Christentums vooral focuste op psychologische projectie (menselijke eigenschappen worden toegeschreven aan God), richt hij zich in Das Wesen der Religion meer op de natuurlijke oorsprong van religieuze gevoelens. Religie is volgens Feuerbach ontstaan uit verwondering, angst en afhankelijkheid ten opzichte van de natuur.
- De primitieve mens zag zich geconfronteerd met krachten die hij niet begreep of beheerste (bijvoorbeeld onweer, de dood), en deze krachten worden gepersonifieerd in goden of geesten: God als verpersoonlijking van de natuurkrachten. In plaats van een transcendente, bovennatuurlijke God betreft het goddelijke in feite een vermenselijking van de natuur. God is niet iets op zichzelf bestaands, maar een spiegelbeeld van menselijke gevoelens en afhankelijkheden ten opzichte van de wereld. Theologie is voor Feuerbach een vorm van vervreemding, waarin de mens zijn eigen wezen buiten zichzelf plaatst. Religie berooft de mens van zijn autonomie door menselijke eigenschappen te externaliseren en te onderwerpen aan een “hogere macht”. Feuerbach pleit voor een omgekeerde humanistische kijk op religie: niet God heeft de mens geschapen, maar de mens heeft God geschapen. Hij wil de religieuze impuls desalniettemin niet verwerpen, maar omvormen tot een liefdevolle verhouding tussen mensen: "de ware religie is de liefde van de mens tot de mens".

Das Wesen des Christenthums en Das Wesen der Religion verschillem wezenlijk van elkaar. Het ¨tweede hoofdwerk¨ is inhoudelijk verrijkt met historische context, filosofische achtergrond en verwijzingen naar de invloed van zijn denken. Beide werken vormen wel een logisch tweeluik binnen zijn religiekritische denken, maar verschillen qua invalshoek, toon en filosofische strekking aanzienlijk. Waar het eerste werk een psychologisch-filosofische analyse is van het christelijk godsbeeld, richt het tweede zich op een bredere, antropologisch-natuurfilosofische verklaring van religie als fenomeen. Das Wesen der Religion is meer nog dan zijn voorganger een filosofische analyse van religie als een menselijk product, ontstaan uit de confrontatie met de natuur en uit projectie van menselijke emoties. Feuerbach benadrukt dat religie een uitdrukking is van menselijke behoeften, geen openbaring van een bovennatuurlijke werkelijkheid.
- Oorspronkelijk stond Feuerbach in de traditie van het Duits idealisme. Als leerling van Hegel was hij aanvankelijk vertrouwd met de abstracte speculatieve filosofie, waar hij zich later juist fel tegen zou keren. Volgens Feuerbach maakte Hegels systeem de mens ondergeschikt aan abstracte concepten als de “Geest” of de “Idee”. In plaats daarvan wilde Feuerbach terug naar de mens zelf als uitgangspunt: zintuiglijk, concreet, lichamelijk. Zijn kritiek op religie als menselijke proectie vloeide hieruit voort. Dit idee werkte hij in Das Wesen des Christenthums systematisch uit, en vijf jaar later, in Das Wesen der Religion, breidt hij het uit naar een algemene theorie over het ontstaan van religie in de menselijke relatie tot de natuur.

- In Das Wesen des Christenthums stelt Feuerbach dat de kern van religie ligt in de mens zelf. God is, zo stelt hij, niets anders dan het geprojecteerde beeld van de mens in volmaakte vorm. Eigenschappen als almacht, liefde, wijsheid en rechtvaardigheid zijn menselijke kwaliteiten die van de mens worden losgemaakt en op een transcendente entiteit worden geprojecteerd. Feuerbachs kritiek is ook ethisch en emanciperend: hij pleit ervoor dat de mens terugkeert tot zichzelf en zijn eigen waardigheid centraal stelt. De liefde tot God zou plaats moeten maken voor liefde tot de mens. Deze humanistische boodschap maakte Das Wesen des Christenthums niet alleen tot een filosofisch, maar ook reeds tot een moreel pamflet.

- In Das Wesen der Religion kiest Feuerbach een andere invalshoek. Hij verlegt de focus van het christendom naar religie als universeel menselijk verschijnsel. Niet langer staan dogma’s en christelijke theologie centraal, maar de oorsprong van religieuze beleving in de menselijke omgang met de natuur.

- Feuerbach stelt dat religie in oorsprong voortkomt uit de afhankelijkheid van de mens ten opzichte van de natuur. Angst voor natuurverschijnselen, hoop op vruchtbaarheid, verwondering over leven en dood – dit alles voedt religieuze gevoelens. Goden zijn aanvankelijk niets anders dan gepersonifieerde natuurkrachten. Pas later abstraheert de mens deze natuurervaringen tot een persoonlijke God, en uiteindelijk tot het christelijk godsbeeld.

- Religie is dus in oorsprong natuurreligie: het is het resultaat van de menselijke zintuiglijke ervaring van de wereld. Feuerbach beschrijft religie minder als een kwalijke of domme vergissing of een illusie (zoals in het eerste werk), maar eerder vrij genadig als een begrijpelijke reactie op existentiële afhankelijkheid.

- Beide werken vertrekken vanuit de centrale gedachte dat religie een menselijke oorsprong heeft. De wijze waarop deze oorsprong wordt geanalyseerd verschilt echter fundamenteel.

In Das Wesen des Christenthums ligt de nadruk op de psychologische en filosofische structuur van het christelijke geloof. Feuerbach gebruikt logische analyse om aan te tonen hoe theologische concepten zoals de Drie-eenheid of de incarnatie niets anders zijn dan symbolische vormen van menselijke verlangens.
In Das Wesen der Religion daarentegen bedient hij zich van een meer empirische, antropologische en fenomenologische benadering. Hij kijkt naar primitieve religies, mythologieën, en de concrete relatie tussen mens en omgeving. Daarmee neemt Feuerbach een voorloperpositie in van de latere godsdienstwetenschappen en culturele antropologie.
- Een belangrijk verschil ligt ook in de toon en bedoeling van de werken. Das Wesen des Christenthums is scherp, kritisch, en normatief. Het stelt religie als zodanig aan de kaak en roept op tot een nieuwe, seculiere vorm van humanisme. Het heeft iets van een aanklacht: het doel is de ontmaskering van religie als illusie.

- Het tweede hoofdwek Das Wesen der Religion daarentegen is meer beschrijvend en verhalend. Feuerbach wil hier religie begrijpen als een fenomeen dat voortkomt uit de menselijke situatie. De kritiek is milder en de toon contemplatiever. Dit maakt het tweede werk minder revolutionair, maar conceptueel rijker.

De overgang van Das Wesen des Christenthums naar Das Wesen der Religion markeert een ontwikkeling in Feuerbachs denken: van een kritische analyse van religieuze vervreemding naar een bredere, antropologische verklaring van religie als menselijke zingevingservaring. In het eerste werk probeert Feuerbach religie te ontmaskeren als een psychologische projectie van de menselijke essentie; in het tweede beschouwt hij religie eerder als een product van de relatie tussen mens en natuur, een fenomeen met begrijpelijke wortels.
Hoewel beide werken voortbouwen op dezelfde basisidee – de mens als bron van religie – verschuift Feuerbach van een normatieve kritiek naar een descriptieve verklaring. Daarmee wordt hij niet alleen een religiekritisch filosoof, maar ook een pionier van de moderne godsdienstwetenschap. Zijn invloed reikt tot diep in het denken van Marx, Freud en Nietzsche, en zijn werken blijven van blijvende waarde voor wie religie wil begrijpen als een spiegel van de menselijke ziel. Feuerbachs benadering betekende een verschuiving van theologische naar antropologische verklaringen van religie.

### Fase 3: Materialisme en politieke relevantie (1845–1850)
Zijn werken worden door revolutionaire denkers (o.a. Marx) gelezen en geprezen.
Echter, Feuerbach blijft een apolitieke denker; hij gelooft niet in revolutionaire omwentelingen, maar in verlichting via bewustzijn.
Marx bekritiseert hem om deze reden (bijv. in de "Thesen over Feuerbach" van 1845).** In Das Wesen der Religion ging Feuerbach ambitieus op zoek naar de oorsprong van religie in het algemeen. Hij beweerde dat religie nooit voortkwam uit een openbaring of een bovennatuurlijke werkelijkheid, maar altijd steevast uit een fundamentele verhouding van de mens tot de natuur. Volgens Feuerbach zou religie de eerste vorm zijn geweest waarin de mens zichzelf en zijn verhouding tot de wereld enigszins begon te begrijpen. Religie was dus nooit een product van goddelijke tussenkomst, maar een projectie van menselijke angsten, verlangens en onwetendheid op de natuur.
- - Feuerbach beschouwde religie als een vorm van vroege, instinctieve natuurfilosofie. De mens, geconfronteerd met de krachten van de natuur — stormen, dood, vruchtbaarheid, zon en maan — zou proberen deze te begrijpen en te beheersen. Omdat hij deze krachten niet rationeel kon verklaren, personifieerde de mens hen en kende aan hen een wil en een bewustzijn toe. Zo ontstaat de religieuze projectie die telkens terugkeert in Feuerbachs werk: natuurlijke krachten werden tot goden verheven. God is, aldus Feuerbach, in oorsprong niets anders dan de natuur die door de menselijke fantasie wordt bezield.

- - Belangrijk in Das Wesen der Religion was de nadruk op het zintuiglijke, het fysieke en het concrete. Feuerbach verzette zich tegen de idealistische en dualistische traditie waarin geest en lichaam worden gescheiden, en waarin religie beschouwd zou worden als iets geestelijks, verhevens, immaterieels. In plaats daarvan benadrukte hij dat de religieuze ervaring begon met fysieke afhankelijkheid van de mens van zijn omgeving. Honger, dorst, angst voor de dood — het zijn deze elementaire ervaringen die de mens tot religieuze symboliek hebben aangezet.

- - Een belangrijk verschil met Das Wesen des Christenthums  was dat Das Wesen der Religion een antropologisch en historisch perspectief innam. Feuerbach probeerde religie te begrijpen als een menselijke constructie die zich ontwikkelde door de geschiedenis heen. Hij zag religie als een noodzakelijke fase in de menselijke ontwikkeling, maar ook als iets dat de mens uiteindelijk moest overstijgen toen hij zich meer bewust werd van de werkelijke aard van zijn projecties.

- - In dit werk lag de nadruk op de psychologische en morele functies van religie. De menselijke behoefte aan liefde, troost, zekerheid en onsterfelijkheid verklaart het succes en de kracht van religie, en vooral van het christendom. Feuerbach riep in dit boek op tot een nieuwe religie van de menselijkheid — een humanistische spiritualiteit waarin de mens zichzelf centraal zou stellen in plaats van een buitenmenselijke God.

- - Hoewel beide werken de religie herleidden tot menselijke projectie, waren er duidelijke verschillen in benadering, focus en toon: Das Wesen des Christenthums was in wezen een theologisch-kritisch werk, waarin Feuerbach het christelijk geloof ontleedde en de menselijke basis ervan blootlegde. In Das Wesen der Religion daarentegen stapte Feuerbach over op een breder antropologisch perspectief. Hij probeerde niet alleen het christendom te verklaren, maar religie in het algemeen, in al haar vormen — van natuurgodsdienst tot monotheïsme.

- - Eerst legde Feuerbach de nadruk op het innerlijke, psychologische leven van de mens: zijn idealen, zijn moreel bewustzijn. In het latere werk verschoof hij de aandacht naar de zintuiglijke ervaring, de fysieke afhankelijkheid van de natuur, en de historische ontwikkeling van religieuze vormen.

- - In Das Wesen des Christenthums ontstond religie vanuit de behoefte aan een moreel ideaal, liefde, troost en zelfoverstijging. In Das Wesen der Religion werd religie verklaard vanuit de onwetendheid tegenover de natuurkrachten, de poging tot controle en begrip van een bedreigende omgeving.

- - Das Wesen des Christenthums was nog deels ethisch en spiritueel in toon: Feuerbach pleittevoor een humanistische religie, een ‘nieuwe’ religie waarin de mens centraal zou komen te staan. In Das Wesen der Religion was hij kritischer, afstandelijker, meer historisch-wetenschappelijk ingesteld. Het was een stap richting een meer uitgesproken materialisme.

In Das Wesen der Religion bereikte Ludwig Feuerbach een nieuwe diepgang in zijn analyse van religie. Waar hij in
Das Wesen des Christenthums religie nog beschouwde als een psychologische projectie van het menselijke ideaal, verplaatstw hij in zijn latere werk de oorsprong van religie naar de fysieke verhouding van de mens tot de natuur. Deze verschuiving markeerde een belangrijke stap in de ontwikkeling van zijn denken: van theologisch en idealistisch naar antropologisch, materialistisch en historisch.
Beide werken blijven van grote betekenis voor de moderne religiekritiek en de studie van religie als menselijk fenomeen. Feuerbachs centrale stelling — dat religie geen openbaring van God is, maar een zelfopenbaring van de mens — blijft tot op heden een bron van inspiratie én debat.
- - 9. 1844 Das Wesen des Glaubens im Sinne Luthers. Dit speciaal aan de Duitse kerkhervormer Maarten Luther en diens invloed gewijde werk van Feuerbach betrof een kritische interpretatie : geloof is menselijke hartstocht, geen goddelijk licht. Feuerbach onderzoekt hierin de kern van het christelijke geloof zoals dat zich heeft ontwikkeld binnen het denken van Maarten Luther. Het werk vormt in dit opzicht een aanvulling op zijn eerdere publicatie Das Wesen des Christentums (1841 met zijn telkens herhaalde stelling dat religie een projectie zou zijn van de menselijke essentie. In dit latere werk richtte Feuerbach zich specifiek op Luthers geloofsopvatting teiende aan te tonen hoe het geloof psychologisch, filosofisch en antropologisch verklaard zou kunnen worden.

- - Feuerbach betoogt dat het geloof bij Luther geen rationeel aanvaarden van dogma's is, maar eerder een diep innerlijke, existentiële ervaring. Geloof is niet iets wat gebaseerd is op objectief bewijs of theologische bewijsvoering, maar op een subjectieve verhouding tot God. Bij Luther is het geloof vooral een vertrouwen op Gods genade, ondanks het besef van eigen zondigheid en onwaardigheid. Feuerbach benadrukt dat deze radicale nadruk op het subject een belangrijke verschuiving betekent: religie wordt hiermee minder een zaak van kerkinstituut en doctrine, en meer van persoonlijke innerlijkheid.

- - Feuerbach interpreteert deze lutherse geloofsopvatting als een verdere bevestiging van zijn algemene stelling dat religie een projectie is van de mens zelf. Volgens hem projecteert de mens zijn eigen verlangen naar volmaaktheid, liefde, goedheid en macht op een bovennatuurlijk wezen — God. Wat Luther dus als een ontmoeting met God beschouwt, ziet Feuerbach als een ontmoeting van de mens met zijn eigen diepste behoeften en emoties. Geloof is in deze zin de omweg waarmee de mens zichzelf liefheeft via een goddelijke tussenpersoon.

- - In Luthers theologie is God primair een barmhartige, genadige God die zich tot de zondige mens wendt. Feuerbach stelt dat deze God in wezen een spiegel is van het menselijke verlangen naar vergeving, acceptatie en liefde. Wanneer de gelovige zijn geloof richt op deze God, richt hij zich in feite op een verheven ideaalbeeld van zichzelf. De verzoening die Luther centraal stelt, interpreteert Feuerbach als de menselijke behoefte om met zichzelf in het reine te komen — maar dan geprojecteerd als een goddelijke daad.

- - Feuerbach keert zich in dit werk ook fel tegen het orthodoxe dogmatisme van de kerk. Hij beschouwt de theologie als een vervreemding van de ware menselijke ervaring die in het geloof besloten ligt. De dogma's, rituelen en hiërarchieën van de kerk zijn volgens hem slechts vormen van macht en controle die de spontane, subjectieve geloofservaring onderdrukken. Luther, zo betoogt Feuerbach, begon met een revolutionaire terugkeer naar het innerlijke geloof, maar zijn gedachtegoed is door latere theologen en kerkinstellingen weer ingekapseld in dogma's.

- - Feuerbach heeft echter ook kritiek op Luther zelf. Hoewel hij hem prijst om zijn nadruk op het innerlijke geloof, vindt hij dat Luther het geloof verabsoluteert. Bij Luther wordt geloof niet alleen een manier om God te ervaren, maar zelfs de enige weg tot God — los van ethiek, rede of zintuiglijke werkelijkheid. Feuerbach verzet zich hiertegen en stelt dat de mens niet moet vluchten in het geloof, maar juist zijn wezen terug moet vinden in de concrete, zintuiglijke wereld. Geloof moet worden teruggebracht tot zijn menselijke kern: verlangen, liefde, hoop.

- - Volgens Feuerbach is de mens zelf de maat van alle dingen, ook van religie. In plaats van te buigen voor een goddelijke autoriteit die buiten hem- of haarzelf zelf ligt, moet de mens erkennen dat alle religieuze ideeën voortkomen uit diens eigen bewustzijn en gevoelswereld. Daarmee sluit hij aan bij de opkomende moderne humanistische stroming in de 19e eeuw. Hij ziet religie als een vroege, onbewuste vorm van zelfbewustzijn, die in de moderne tijd bewust gemaakt moet worden: de mens moet erkennen dat hij zélf het subject én object van zijn geloof is.

Feuerbach iedt een diepgaande, filosofisch-antropologische analyse van het geloof zoals dat in Luthers theologie werd geformuleerd. Hoewel hij waardering toontde voor Luthers subjectieve benadering van het geloof, wees hij op de psychologische projectie die eraan ten grondslag zou liggen. Geloof is volgens Feuerbach geen relatie met een transcendente God, maar een omweg waarlangs de mens tot zichzelf komt. Door het goddelijke terug te voeren op het menselijke, wilde Feuerbach religie niet vernietigen, maar haar kern blootleggen: de mens zelf.
- - 10. 1857' Theogonie, nach den Quellen des klassischen, hebräischen und christlichen Altertums ' Studie over godenscheppingen in religies; religie als historische menselijke fantasie.
  - 10. 1846: Grundsätze der Philosophie der Zukunft (Principes van de Filosofie van de Toekomst). Dit werk van Feuerbach werd een belangrijk werk in de overgang van de klassieke Duitse idealistische filosofie naar een materialistisch en humanistisch wereldbeeld en markeert een fundamentele verschuiving in de Duitse filosofie. Hij schreef dit werk als een kritiek op het idealisme van Hegel en als een oproep tot een nieuwe, op de mens gerichte, filosofie. Feuerbach wil de filosofie terugbrengen naar de aarde, naar het concrete, zintuiglijke bestaan van de mens.

- - In een reeks van 53 stellingen presenteerde Feuerbach (niet te verwarren met de 11 Stellingen over Feuerbach van Marx)zijn alternatieve visie op de filosofie, gebaseerd op zintuiglijke ervaring, antropologie en humanisme. Zie het afzonderlijke lemma over dit onderwerp.

- - Feuerbach begint zijn werk met een scherpe kritiek op het idealisme, vooral het systeem is de werkelijkheid een uitdrukking van de absolute Geest, en is de mens slechts een moment in het zich ontwikkelende idee. Voor Feuerbach was dit een verwerpelijke abstractie die de mens zijn of haar eigen wezen zou ontnemen. Hij stelde dat de filosofie zich niet moet verliezen in abstracte begrippen of het goddelijke idee, maar zich zou dienen te richten hten op het concrete, lichamelijke bestaan van de mens. Hij noemt Hegels systeem “theologie met filosofische middelen”: het goddelijke wordt vermenselijkt, en de mens wordt vergoddelijkt. volgens Feuerbach diende deze verhouding te worden omgekeerd: niet God schiep de mens naar zijn beeld, maar de mens schiep God naar het zijne.

- - Een kernstelling van Feuerbach was dat de zintuigen de eerste bron van waarheid zijn. Hij verzette zich tegen de traditionele filosofie die zintuiglijke ervaring als minderwaardig of bedrieglijk beschouwde. In tegenstelling tot het idealisme, dat uitgaat van abstracte noties als 'het zijn' of 'de geest', baseert Feuerbach zijn filosofie op de tastbare, waarneembare wereld.

- - Voor Feuerbach is de mens allereerst een zintuiglijk wezen: hij leeft, voelt, lijdt, verlangt en ervaart. Filosofie zou juist deze ervaringswereld als uitgangspunt moten nemen, niet de rationele constructies van het denken. De mens zou niet vooreerst een denkend wezen zijn (zoals Descartes beweerde: cogito, ergo sum), maar daarentegen een voelend en verlangend wezen.

- - De filosofie van de toekomst is volgens Feuerbach in essentie antropologie – de leer van de mens. Waar de traditionele filosofie begon bij God of de rede, wilde Feuerbach beginnen bij de mens in zijn lichamelijke, sociale en historische context. Hij zag de mens als een wezen dat in relatie staat tot anderen, tot de natuur, en tot zichzelf. Deze relaties zijn niet abstract, maar worden geleefd via het lichaam en de zintuigen.

- - Feuerbach stelde dat het wezen van de mens in zijn ¨soortlijkheid´ ligt: de mens is een sociaal wezen. Zijn zelfbewustzijn ontwikkelt zich niet in isolatie, maar in interactie met andere mensen - zoals onder meer later ook uitgedrukt door de Engelse dichter John Donne ¨No one is an island, entitely living by himself¨ en door de Franse filisoof Jean-Paul Sartre en de Nederlandse kunstenaar Jules Deelder: ¨De natuurlijke omgeving van de mens is zijn medemens¨. De ware religie is daarom voor Feuerbach geen geloof in een goddelijk wezen buiten de mens, maar een erkenning van de ander als mens. Hierin liep hij in zekere zin reeds vooruit op de filosofie van Emmanuel Levinas (1906-1995) waarin ¨de Ander¨ centraal staat.

- - Als een soort refrein herhaalt Feuerbach in zijn Grundsätze zijn grondstelling en werkte hij deze nog verder uit: God is een projectie van de menselijke essentie. De eigenschappen die mensen aan God toeschrijven – liefde, wijsheid, almacht – zijn eigenlijk idealiseringen van menselijke eigenschappen. Religie is derhalve een vorm van zelfvervreemding: de mens vereert in God wat hij eigenlijk in zichzelf zou moeten erkennen.

- - Feuerbach pleit er daarom voor om het goddelijke terug te halen naar het menselijke. In plaats van God te aanbidden, moet de mens de mens centraal stellen. Humanisme wordt daarmee de kern van zijn filosofie: de mens als het hoogste wezen voor de mens.

- - Feuerbach verbond zijn filosofie met een ethisch appel. Hij beschouwde liefde als de meest fundamentele menselijke relatie, de basis van moraliteit en menselijkheid. Liefde is de zintuiglijke erkenning van de ander als mens. In tegenstelling tot abstracte morele systemen (zoals Kant's plichtethiek), zag Feuerbach ethiek als voortkomend uit het gevoel, uit empathie en verbondenheid.

- - Deze ethiek is immanent en aards – ze is niet gebaseerd op goddelijke geboden of universele rede, maar op het concrete contact tussen mensen.

Ook dit werk van Feuerbach had grote invloed op Marx, Engels en andere links-Hegeliaanse denkers. Marx waardeerde Feuerbachs materialistische kritiek op religie en idealisme, maar bekritiseerde tevens zijn filosofie als te passief en contemplatief. Marx zou een jaar na het verschijnen van dit werk van Feuerbach zijn bekende notitie schrijven „Die Philosophen haben die Welt nur verschieden interpretirt, es kömmt drauf an sie zu verändern“ (vert."De filosofen hebben de wereld slechts verschillend geïnterpreteerd; het komt erop aan haar te veranderen".
- Niettemin blijft Feuerbach een sleutelfiguur in de overgang van het idealisme naar het materialisme. Zijn nadruk op zintuiglijkheid, menselijke ervaring en liefde als filosofische kernbegrippen sloten aan op existentialisme, humanisme en de moderne antropologie.

- Feuerbach pleitte in dit werk voor een radicale omkering van de filosofie: weg van de abstracte speculatie, terug naar de mens. Filosofie zou volgen hem gebaseerd dienen te zijn op zintuiglijke ervaring, lichamelijkheid, en menselijke relaties. Tevens herhaalt hij in dit werk wat herkenbaar is als de rode draad in al zijn  werken: religie zou volgens hem een menselijke projectie zijn, en het hoogste ideaal is niet God, maar de mens zelf. Met zijn nadruk op liefde, zintuiglijkheid en humanisme leverde Feuerbach een krachtig pleidooi voor een filosofie die midden in het leven staat en daar zijns inziens behoort te staan – concreet, aards en verbonden.

Overzicht van de kernprincipes in Feuerbachs Grundsätze der Philosophie der Zukunft:
- Thema:	   Feuerbachs standpunt:
- Filosofische kritiek:Afscheid van het Hegeliaanse idealisme en abstracte speculatie
- Startpunt van de filosofie:	Niet ‘de Geest’ of ‘God’, maar de concrete, zintuiglijke mens
- Zintuiglijkheid : De zintuigen (zien, horen, voelen) zijn de primaire bron van waarheid
- Antropologie:	Filosofie = menswetenschap: de mens is het uitgangspunt en doel van denken
- Religie: God is een projectie van het menselijk wezen (liefde, verstand, wil)
- Zelfvervreemding	Door God te verheerlijken, verliest de mens zichzelf en zijn waardigheid
- Liefde en ethiek	Liefde is het hoogste principe, als erkenning van de ander als mens
- Humanisme	De mens is het hoogste wezen voor de mens – geen bovenmenselijke God
- Filosofie van de toekomst	Gericht op het leven, niet op het denken alleen; praktisch, aards, relationeel

Kritiek op traditionele filosofie (vooral Hegel)
- Hegels idealisme is abstract en verwaarloost de concrete mens.

- De werkelijkheid wordt onterecht geïnterpreteerd als een product van de geest.

- Filosofie moet zich losmaken van religieuze systemen vermomd als logica.

- De mens als uitgangspunt

De mens is geen bijproduct van een ‘idee’ of goddelijke orde, maar het centrale subject.
- Filosofie moet vertrekken van de levende, lichamelijke, voelende mens.

- Zintuiglijkheid boven abstractie

Zintuiglijke ervaring is betrouwbaarder dan louter abstract denken.
- Werkelijkheid is wat we kunnen zien, voelen, proeven – niet wat alleen gedacht wordt.

- Antropologie als filosofie

Menswetenschap is de ware filosofie.
- De mens is sociaal, relationeel en historisch gevormd.

Zelfbewustzijn ontstaat in relatie tot anderen.
- Religie als projectie

God is een menselijk ideaalbeeld, geprojecteerd buiten zichzelf.
- Geloof in God = zelfvervreemding: het buiten zichzelf plaatsen van het eigen wezen.

- Religie weerspiegelt menselijke behoeften en verlangens, maar vervormt ze.

- Liefde als ethisch fundament

Liefde is het hoogste ethische principe – het verbindt mensen direct, zonder tussenkomst van dogma’s.
- Werkelijke moraliteit komt uit gevoel en medemenselijkheid, niet uit geboden van boven.

- Humanisme en toekomstvisie

Filosofie van de toekomst is humanistisch, zintuiglijk, relationeel.
- Geen verheerlijking van abstracte principes, maar een viering van het menselijk bestaan.

- De mens moet zichzelf hervinden in de ander – niet in een goddelijke buitenwereld.

- 11. 1847: Vorlesungen über das Wesen der Religion (Lezingen over het Wezen van de Religie)

In Vorlesungen über das Wesen der Religion (1847). In deze bundeling van teksten van door hem gegeven colleges en lezingen zette Feuerbach zijn religiekritiek voort en dit dieper dan in zijn eerdere hoofdwerk Das Wesen des Christentums (1841). Waar dat boek vooral het christelijk godsbeeld als projectie van menselijke eigenschappen ontleedt, richtte Feuerbach zich in deze voordrachten op de oorsprong, ontwikkeling en functie van religie in het algemeen. Hij pleitte voor een benadering van religie als menselijk en zintuiglijk fenomeen, niet als bovennatuurlijke openbaring.
- - De kern van Feuerbachs these bleef dat religie geen openbaring van een godheid is, maar een projectie van menselijke eigenschappen. De mens vereert in God uiteindelijk zichzelf – zijn ideaalbeeld, losgemaakt van zijn beperkingen. Eigenschappen als liefde, macht, wijsheid en onsterfelijkheid zouden volgens hem worden geobjectiveerd in een transcendente figuur, die vervolgens wordt aanbeden als iets buitenmenselijks. Volgens hem ontstaat religie dus uit zelfvervreemding: de mens erkent zijn beste eigenschappen niet als van zichzelf, maar schrijft ze toe aan een fictief wezen.

- - Feuerbach beschouwt en erkent het religieuze gevoel als iets reëels, maar verklaarbaars. De oorsprong ervan zou liggen in de menselijke ervaring van afhankelijkheid, vooral van de natuur. De mens wordt geconfronteerd met ziekte, dood, honger, storm en zonneschijn – krachten die hij niet beheerst, maar waarvan hij afhankelijk is. Deze ervaring riep volgens hem bij de mens een houding van ontzag, dankbaarheid of vrees op. In religieuze vorm kreeg deze houding gestalte als de verering van natuurkrachten – de zon, regen, vruchtbaarheid – die later zouden worden gepersonifieerd tot goden. Zo ontstond wat Feuerbach de “eerste religie” noemt: de natuurreligie.

- - In de loop der geschiedenis ontwikkelde religie zich volgens Feuerbach van een onmiddellijke relatie tot de natuur naar een meer innerlijke, morele religie, zoals we die in het jodendom, christendom en de islam zien. Hierin stond niet langer de fysieke afhankelijkheid centraal, maar het besef van morele tekortkoming, schuld en het verlangen naar verlossing.

Toch bleef ook deze morele religie, volgens Feuerbach, uiteindelijk een projectie van menselijke verlangens: het verlangen naar liefde, gerechtigheid en eeuwig leven.
- - Feuerbach bleef bijzonder kritisch op het christendom, dat hij beschouwde als de ultieme vorm van zelfvervreemding. Door de nadruk op het hiernamaals, het zondige vlees en de verlossing buiten de mens, zou het christendom het aardse geluk, de zintuiglijkheid en het directe menselijk medeleven ontkennen. Hij stelde dat religie de menselijke kracht – liefde, verstand, wil – buiten de mens plaatst, en zo de mens klein en afhankelijk zou houden De ware religie zou volgens hem daarom niet transcendent, maar immanent moeten zijn: liefde voor de mens in plaats van geloof in God.

- - In zijn conclusie pleitte Feuerbach voor een humanistische religie zonder GodL een religie die niet gebaseerd is op bovennatuurlijke veronderstellingen, maar op menselijke ervaring, zintuiglijkheid en medemenselijkheid. Echte liefde zou volgens hem niet religieus, maar zintuiglijk en aards zijn – gericht op bestaande mensen, niet op een denkbeeldige God. Deze religie van de mens, met de mens als centrum, is volgens Feuerbach niet vijandig aan religieuze gevoelens, maar integreert ze op een natuurlijke manier. Hij noemt het “de religie van de toekomst”.

Met deze bundel teksten bewoog Feuerbach van theologische kritiek naar een brede antropologische en naturalistische verklaring van religie. Religie zou een een historisch, psychologisch en sociaal fenomeen zijn, dat uit de menselijke natuur voortkomt – niet uit een bovennatuurlijke wereld. In de plaats van geloof in God stelde Feuerbach vertrouwen in de mens en zijn zintuiglijke werkelijkheid.

### Fase 4: Late reflecties & morele antropologie (1850–1872)
Feuerbach keert deels terug naar een meer beschouwende stijl. In "Theogonie" en latere teksten onderzoekt hij de oorsprong van religie, moraal en menselijke vrijheid.
Deze werken zijn minder polemisch, maar verdiepen zijn antropologische visie: de mens als voelend, verlangend wezen dat in religie zijn eigen essentie symbolisch uitdrukt.
- 12. 1851: Kritiken und Antikritiken (Kritieken en Antikritieken). Dit betreft eveneens een van Feuerbachs latere publicaties die een bundeling vormen van afzonderlijke teksten, waarbij blijkt dat hij moediger wordt en steeds feller van zich afbijt in zijn verweer tegen kritiek. Feuerbach schreef in 1851 als kritisch-revisor / recensent van filosofische publicaties, waaronder die van Hegel en diens critici. Hij richtte zich op de overgang van abstracte idealistische filosofie naar een meer “materieel-humanistische” filosofie. Zijn recensies belichamen deze ontwikkeling.

In "Theogonie" en latere teksten onderzoekt hij de oorsprong van religie, moraal en menselijke vrijheid.
Deze werken zijn minder polemisch dan zijn eerder, maar verdiepen zijn antropologische visie: de mens als voelend, verlangend wezen dat in religie zijn eigen essentie symbolisch uitdrukt.Fase 4: Late reflecties & morele antropologie (1850–1872)
Keert deels terug naar meer beschouwende stijl.
In "Theogonie" en latere teksten onderzoekt hij de oorsprong van religie, moraal en menselijke vrijheid.
Deze werken zijn minder polemisch, maar verdiepen zijn antropologische visie: de mens als voelend, verlangend wezen dat in religie zijn eigen essentie symbolisch uitdrukt. Antikritiken betreffen polemische teksten waarin Feuerbach tegenstanders van zijn filosofie van repliek dient (zowel “pro-Hegelianen” als religiekritici), met scherpe ironische taal en retoriek. 
Een voorbeeld daarvan is zijn verdediging van Hegel in “Kritik des ‚Antibegel‘”, waarin hij een tegenstander uitmaakt voor “scherpe Duitse ironie. In het origineel schrijft hij in zijn polemische recensie Kritik des “Anti-Hegels” over zijn tegenstander: „mit wahrer Begeisterung für Dummerchen und Kretins …“, d.w.z. als dommerikken en Kretins: hetzelfde als het latijnse “cretins”, geïmporteerd in het Duits — een klassiek scheldwoord voor “stomschedel” of “idioot”
Feuerbach lijkt strijdbaarder geworden en gebruikt nu bewust platte taal en een krenkende toonzetting, om de tegenstander te treffen als iemand die − zonder filosofisch inzicht − slechts anti-Hegel uitspraken doet. Zo levert hij niet alleen een inhoudelijke kritiek, maar vernedert hij ook retorisch, via woorden die lijken op kinderlijke verwensingen.
- 13. 1866: Gott, Freiheit und Unsterblichkeit vom Standpunkte der Anthropologie (God, Vrijheid en Onsterfelijkheid vanuit het Standpunt van de Antropologie) In dit latere werk verwoordt Feuerbach zijn kernideeën opnieuw: antropologie als ware theologie. Feuerbach benadert hierin drie fundamentele pijlers van de religieuze en metafysische traditie — God, vrijheid en onsterfelijkheid — vanuit een strikt antropologisch en humanistisch perspectief.
  - Hij zoekt niet naar transcendente waarheden, maar naar de menselijke oorsprong van religieuze denkbeelden. Hij zet zijn centrale these uit zijn eerdere werken uiteen, dat deze concepten niet objectief buiten de mens bestaan, maar projecties zijn van menselijke verlangens, angsten en idealen. Het godsbeeld is in wezen een weerspiegeling van de menselijke natuur. In dit latere werk herformuleert hij dit standpunt in antropologische termen. Volgens Feuerbach is het idee van God geen realiteit op zich, maar een externalisering van menselijke eigenschappen. De mens projecteert deze idealen op een bovennatuurlijk wezen omdat hij zijn eigen beperkingen ervaart, zoals hij reeds stelde in zijn eerste, nog anoniem gepubliceerde werk. In plaats van deze eigenschappen als potentieel in zichzelf te herkennen, verplaatst de mens ze naar een bedachte goddelijke entiteit. Religie zou echter niet draaien om de aanbidding van een werkelijke God, maar om een veredeling van de menselijke zelfervaring. God is eigenlijk niets anders dan de mens zelf, maar vergroot en geïdealiseerd. Religie weerspiegelt zo de menselijke psychologische en existentiële behoeften — vooral de behoefte aan betekenis, geborgenheid en morele orde in een onzekere wereld.
  - Het tweede thema dat Feuerbach in dit latere werk behandelt is de menselijke vrijheid. In het religieuze discours wordt vrijheid vaak voorgesteld als een metafysisch gegeven: de vrije wil waarmee de mens morele keuzes kan maken en verantwoordelijkheid draagt tegenover God. Feuerbach bekritiseert deze opvatting en stelt dat de menselijke vrijheid geen absolute, bovennatuurlijke eigenschap is, maar een natuurlijk vermogen dat binnen grenzen functioneert. Vanuit zijn antropologische invalshoek definieert Feuerbach vrijheid als het vermogen bewust te kiezen en navenant te handelen binnen de grenzen van de natuur, het lichaam, en de samenleving. Vrijheid is derhalve geen absoluut metafysisch principe. Het is daarentegen iets wat gevormd wordt door omstandigheden, opvoeding, cultuur en biologische gesteldheid. Feuerbach benadrukt dat deze "beperkte vrijheid" reëler en menselijker is dan de religieuze voorstelling van een volledig vrije, autonoom handelende ziel.
  - Het derde element in het werk is het geloof in onsterfelijkheid. Feuerbach ziet de hoop op een voortbestaan na de dood als een typisch voorbeeld van menselijk wensdenken. In plaats van de dood te accepteren als natuurlijk en definitief, koester de mens een behoefte zichzelf in het eeuwige voort te zetten. Deze behoefte is volgens Feuerbach niet gebaseerd op rede of empirische waarneming, maar daarentegen op angst voor de dood en verlangen naar continuïteit van het bewustzijn. Het idee van een persoonlijke ziel die eeuwig blijft voortbestaan is, volgens Feuerbach, niet meer dan een psychologische troost. De religieuze belofte van een ¨hiernamaals¨ waarin de ziel van de mens na zijn overlijden betreedt is volgens hem daarom geen waarheid, maar een illusie die voortkomt uit het menselijke onvermogen om het eigen eindige bestaan te aanvaarden.

Feuerbach pleit in het slot van dit werk voor een radicale omkering van het religieuze denken: niet God moet het uitgangspunt zijn van ons wereldbeeld, maar de mens zelf. De antropologie — de studie van de mens in zijn concrete lichamelijkheid, sociaal bestaan en psychologische gesteldheid — moet de basis vormen van alle filosofie, moraal en zingeving. In plaats van zich te verliezen in speculaties over bovennatuurlijke entiteiten, stelt Feuerbach voor dat de mens zich richt op zijn eigen aard, zijn natuurlijke behoeften, en zijn plaats in de gemeenschap. Door de mens centraal te stellen, bevrijdt hij de filosofie van religieuze dogma’s en opent hij de weg naar een humanistische ethiek gebaseerd op medemenselijkheid en zelfkennis Met deze latere uitwerking van zijn opvatting levert Feuerbach een krachtig pleidooi voor een mensgerichte filosofie. Hij ontleedt religieuze concepten als menselijke projecties en verlegt de aandacht van het bovennatuurlijke naar het aardse, van God naar de mens. In plaats van zich te verlaten op metafysica, zoekt hij houvast in een kritisch-antropologische benadering van het bestaan. Daarmee bereidde hij de weg voor latere humanistische en seculiere denkers.

## Overig werk van Feuerbach (selectie)
- - Kleinere Schriften (diverse jaren, verzameld uitgegeven in 1866–1873)
  - →Essays, brieven, aforismen, enz. Veel waardevolle fragmenten.
  - Briefe über das Wesen der Religion, gepubliceerd in 1851
  - Zur Kritik der Hegelschen Philosophiefragmentarisch, rond 1839–1840)
  - Nachgelassene Schriften (postuum)

→ Belangrijke manuscripten en filosofische notities.

## Feuerbach en de evolutieleer
Feuerbach was behalve van Marx en Engels ook een tijdgenoot van Charles Darwin en tevens Alfred Russel Wallace, de twee Britse biologen die bekend werden om hun evolutieleer. Onduidelijk is of Feuerbach bekend was met Darwins twee geruchtmakende publicaties On the Origin of Species uit 1859, met diens theorie van natuurlijke selectie als verklaring voor evolutie, en Darwins The Descent of Man, and Selection in Relation to Sex uit 1871, waarin Darwin zijn evolutietheorie toepaste op de mens. 
Tijdens het leven van Feuerbach vond de eerste vondst van een Neanderthaler plaats in 1856. in het Neandert(ha)l nabij Düsseldorf. Dit betrof de eerste erkende fossiele resten van een archaïsche mensensoort die echter pas jaren later als zodanig zouden worden erkend en besproken, o.a. door Thomas Huxley en Darwin.
Darwin had een actieve leesvaardigheid in het Duits. In zijn correspondentie en dagboeken verwijst hij naar Duitse wetenschappers (zoals Alexander von Humboldt, Ernst Haeckel, Bronn). Hij gebruikte oo Duitse bronnen, vooral op natuurhistorisch en botanisch gebied. Hij schreef o.a. aan zijn Duitse pleitbezorger Haeckel en ontving Duitse vertalingen van zijn eigen werk.
Feuerbach kon echter waarschijnlijk niet goed Engels lezen. Er is geen bewijs dat Feuerbach het Engels goed beheerste. Zijn opleiding (klassiek-humanistisch) was sterk gericht op Latijn, Grieks en Duits. In zijn brieven of werken zijn geen verwijzingen naar Engelse teksten gevonden, en het Engels was in zijn tijd nog weinig verspreid in Duitse intellectuele kringen buiten handel en wetenschap.
De eerste Duitse vertaling van On the Origin of Species verscheen in 1869. Vertaler Bronn voegde echter controversieel genoeg eigen interpretaties en aanpassingen toe, wat de oorspronkelijke strekking enigszins beïnvloedde.
Darwins The Descent of Man verscheen in het Duits kort na 1871, o.a. vertaald door Julius Victor Carus.
De eerste Engelse uitgave van Das Wesen des Christenthums verscheen in 1854, vertaald door Mary Ann Evans (de romanschrijfster George Eliot)
Deze vertaling bracht Feuerbach en zijn werken onder de aandacht van Britse vrijdenkers en liberalen.
Andere werken van Feuerbach verschenen pas veel later in het Engels, en lang niet alles is vertaald.
Er is geen direct bewijs dat Feuerbach zelf zich expliciet heeft uitgelaten over Charles Darwin of diens evolutietheorie in zijn gepubliceerde werk. Hij stierf in 1872, dus welisaar geruime tijd na het verschijnen van On the Origin of Species (1859). Daarna publiceerde Feuerbach echter vooral religiekritische werken en compilaties van eerder werk.
Toch wees filosoof Francesco Tomasoni erop dat Feuerbach al veertien jaar vóór Darwin’s Origin bekend was met evolutionaire ideeën — impliciet erkent hij de komst van dergelijke theorieën in zijn kritiek op wetenschapsideologieën en evolutietheorieën. Hij was dus voorlopig op dezelfde lijn, met zijn nadruk op empirisch en natuurwetenschappelijk denken, maar hij refereerde niet specifiek aan Darwin.
Wat betreft Darwin over Feuerbach: er bestaat geen enkele bekende aanwijzing dat Darwin Feuerbach noemde of in correspondentie over hem sprak. Darwin was vooral gericht op biologische vraagstukken; religie en de filosofie van Feuerbach vielen buiten zijn primaire aandacht.
Feuerbach noemde Darwin niet expliciet, hoewel hij al vóór 1859 een evolutienaturalistische denkrichting insloeg,en
Darwin verklaarde zich op zijn beurt niet over Feuerbach; er is geen bekende interactie tussen beiden.
Feuerbach uitte zich echter wel reeds vóór Darwin in de richting van een evolutionair, naturalistisch mensbeeld, al sprak hij niet expliciet over evolutie in de biologische zin zoals Darwin dat zou doen. Zijn denken werd beïnvloed door de filosofisch-wetenschappelijke discussies van zijn tijd, en daarin speelden vóór Darwin al enkele belangrijke evolutionaire denkers een rol — waaronder De Lamarck maar ook anderen.
Feuerbach werd mogelijk beïnvloed in die richting door deze auteurs:
- - Jean-Baptiste de Lamarck (1744–1829)

Lamarck was de eerste die een systematische evolutionaire theorie formuleerde (1809,Philosophie Zoologique). Zijn idee dat organismen zich aanpassen aan hun omgeving en verworven eigenschappen doorgeven, had grote invloed, ook in Duitsland. Hoewel Feuerbach Lamarck nergens expliciet noemt, resoneert zijn nadruk op de verbondenheid tussen lichaam en geest, natuur en cultuur met Lamarcks denklijn. 
- - Johann Gottfried Herder (1744–1803)

In zijn werk Ideen zur Philosophie der Geschichte der Menschheit (1784–91) sprak Herder over de ontwikkeling van de mens vanuit de natuur. Hij zag de mens als het eindpunt van een graduele voortgang uit het dierenrijk, hoewel nog sterk theologisch getint. Feuerbach kende Herder goed en nam diens idee van de ontwikkeling van menselijke vermogens uit natuurlijke grondslagen over, maar zuiverde het van diens religieuze aannamen.
- - Georges-Louis Leclerc, Comte de Buffon (1707–1788)

Buffon opperde reeds dat soorten konden veranderen onder invloed van omgeving – zij het voorzichtig. Zijn invloed in Duitsland was aanzienlijk, ook op Goethe.
- - Goethes natuurwetenschappelijke werk: Feuerbach kende het werk van Goethe, die in zijn Metamorphose der Pflanzen (1790) en Versuch die Metamorphose der Tiere zu erklären speelde met de gedachte dat vormen zich ontwikkelen in de natuur. Ook dit paste bij Feuerbachs nadruk op het lichamelijke, organische.

- - Robert Chambers Vestiges of the Natural History of Creation (1844). Hoewel Engelstalig, werd dit boek ook op het continent gelezen. Chambers pleitte anoniem voor een progressieve evolutie van soorten, met de mens als eindpunt. Het boek was controversieel, maar populair. Feuerbach kan het gekend hebben, al is er geen expliciete

Hoewel Feuerbach geen expliciete evolutionaire theorie formuleerde, sluit zijn materialistisch-antropologische mensbeeld nauw aan bij pre-Darwinistische denkers.
Er waren meerdere vroege Duitse (en Duitstalige) evolutiedenkers vóór Darwin die een mogelijke invloed hadden op het filosofisch klimaat waarin ook Ludwig Feuerbach werkte, zoals:
- - Johann Gottfried Herder (voornoemd)) met zijn Ideen zur Philosophie der Geschichte der Menschheit (1784–91), waarin hij zich de mens voorstelde als product van een historische, natuurlijke ontwikkeling; verbondenheid tussen mens en dier. Hij had een proto-evolutionair mensbeeld, nog theologisch gekleurd; hoewel hij religieus bleef, vormde zijn denken een brug tussen theologie en latere secularisatie.
  - Johann Wolfgang von Goethe 1749–1832 met zijn

Metamorphose der Pflanzen (1790) en essays over dierkunde en vormverandering in de natuur die invloedrijk waren op het biologisch denken in zijn tijd.
- - Immanuel Kant (1724–1804) met zijn Kritik der Urteilskraft (1790), briefwisseling over de Idee van "epigenese" i.p.v. preformatie; concept van "Zweckmäßigkeit" in de natuur. Kant was niet strikt evolutionair, maar liet in zijn filosofie wél ruimte voor eeneontwikkelingsgedachte in de natuur
  - Lorenz Oken (1779–1851) met zijn Lehrbuch der Naturphilosophie (1809–11): alle levende wezens ontstonden uit Urzeugung oersoep); classificatie van dieren als ontwikkelingsstappen. Hij was sterk speculatief, maar benadrukte een continue ontwikkeling van levensvormen
  - Carl Friedrich Kielmeyer	(1765–1844) met zijn	colleges over Naturphilosophie (niet systematisch uitgegeven), waarin hij een systematische afhankelijkheid van levensfuncties opperde met vroege vorm van biogenetische wetmatigheden. Hij was een Voorloper van latere ontwikkelingswetten en beïnvloedde Schelling.
  - Caspar Friedrich Wolff (1733–1794) met zijn

Theoria Generationis (1759) gold als de grondlegger van de epigenese-leer; organismen ontwikkelen zich geleidelijk uit een eenvoudige beginvorm.
- - [Friedrich Schelling	(1775–1854) met zijn Erster Entwurf eines Systems der Naturphilosophie (1799) en daarin de idee van de natuur als zichzelf ontwikkelende totaliteit; van het anorganische naar het organische.
  - Heinrich Georg Bronn (1800–1862) met zijn

Untersuchungen über die Entwicklungsgesetze(1858), vertaler van Darwins werken in het Duits; vóór 1859 schreef hij al over soortverandering. Hij maakte de evolutie in Duitsland bekend en beïnvloedde latere Duitse biologen zoals Ernst Haeckel die eveneens een sterk pleitbezorger zou worden van het darwinisme.
Feuerbach was zelf géén bioloog, maar wel doordrenkt van het Duitse filosofische klimaat waarin deze denkers (vooral Herder, Goethe en Schelling) als belangrijk werden beschouwd. Zijn materialistische mensbeeld sloot goed aan bij de vroege ideeën over organische ontwikkeling.
Hoewel hij weinig expliciet verwijst naar deze denkers (en niet systematisch over biologie schreef), is hun invloed indirect merkbaar in Feuerbachs visie op de mens als product van natuur en omgeving, zijn nadruk op lichamelijkheid en zintuiglijkheid en zijn idee dat religie en bewustzijn ziuden voortkomen uit natuurlijke processen

## Feuerbachs invloed op Marx en Engels
Feuerbach heeft met zijn opvattingen een diepgaande invloed uitgeoefend op de ontwikkeling van het denken van Marx en Engels. In de drie jaren na de publicatie van Feuerbachs Das Wesen des Christent(h)ums (1842-1845) zou een intellectuele ontwikkeling hebben plaatsgevonden waarvoor eerder drie eeuwen nodig zouden zijn geweest . Hoewel zijn invloed later door Marx en Engels gedeeltelijk werd verworpen, vormden Feuerbachs werken een belangrijk filosofisch tussenstation tussen het idealisme van Hegel en het historisch materialisme van Marx. Feuerbachs kritiek op religie, zijn materialistische mensbeeld en zijn nadruk op de zintuiglijke werkelijkheid vormden het filosofische fundament waarop Marx en Engels hun eigen theorieën begonnen te bouwen — om ze vervolgens radicaal te transformeren.De Duitse ideologie - een verzameling manuscripten geschreven door Marx en Engels in april en mei 1846 die pas in 1932 voor het eerst werd gepubliceerd door  het Marx-Engels Instituut in Moskou - en de Stellingen over Feuerbach (Thesen über Feuerbach, 1845) tezamen vormen een belangrijke schakel in de ontwikkeling van hun politieke filosofie. Er bestond reeds een politieke stroming die zich bediende van de naam socialisme, maar zonder de door Marx en Engels geclaimde onderbouwing die zij zelf zouden claimen als wetenschappelijk socialisme en waarbij zij andere opvattingen van eerdere denkers zoals Proudhon afdeden als utopisch socialisme. Uit het eerste deel van De Duitse ideologie  blijkt hoe zij eerst werden beïnvloed door de inzichten van Feuerbach en hoe zij, nog voordat zij zich ontpopten tot de revolutionaire ideologen en historisch belangrijke persoonlijkheden, die zij na 1847/1848 zouden worden hun eigen opvattingen ontwikkelden door die inzichten deels over te nemen en ook deels polemisch te bekritiseren.
Het is hoofdzakelijk geschreven door Marx en Engels in 1845–1846, biedt kritiek op de jong‑hegeliaanse filosofie – met name Feuerbachs materialisme – en formuleerde tegelijk de grondslagen van hun geschiedfilosofie die zij later hun historisch materialisme zouden noemen (in de later geschreven delen zetten zij zich af tegen de opvattingen van hun tijdgenoten Bruno Bauer en vooral Max Stirner, die op zijn beurt eveneens sterk door Feuerbach was geïnspireerd en vaak ten onrechte als ¨anarchist¨ zou worden gebrandmerkt, zoals Feuerbach zelf eveneens ten onrechte als ¨atheïst¨ zou worden bestempeld. Beiden hebben zich echter nimmer zo genoemd.
Marx en Engels beginnen met een scherpe tegenstelling tussen materialisme en idealisme: idealisten zoals Feuerbach en eerdere Hegeliaanse denkers meenden dat ideeën de wereld vormen, terwijl volgens Marx en Engels de materiële levensomstandigheden de basis vormen waaruit bewustzijn en ideeën voortkomen. Ze pleitten voor een methode ¨die opsteeg van de aarde naar de hemel¨, uitgaande van 'werkende mannen' en hun levensproces in plaats van abstracte geestelijke constructies
Marx en Engels waardeerden Feuerbachs afwijzing van religieus idealisme, maar verweten hem dat hij menselijke abstracties loszag van concrete historische relaties. Feuerbach schreef over de 'mens' in het algemeen in plaats van over historische individuen gebonden aan sociaal‑economische verhoudingen. Hij besefte niet dat zijn materialisme geen revolutionaire dynamiek bevatte: hij zag de wereld als gegeven om te contempleren, niet als iets wat mensen actief veranderen.
De Thesen über Feuerbach, opgesteld door Marx in 1845, vormen de voorlopige versie van wat later in Deel I van De Duitse ideologie wordt ontwikkeld. Ze benadrukken dat filosofie niet slechts moet verklaren, maar de wereld moet veranderen. Marx bekritiseert Feuerbach doordat hij praktijk niet als actieve, sociale productieve activiteit beschouwt, maar slechts als intuïtieve contemplatie. Volgens Marx moet erkend worden dat mensen door hun activiteit hun wereld vormgeven en zo hun bewustzijn vormgeven
Een cruciaal onderdeel van het essay vormt de analyse van arbeidsdeling, private eigendom en hun rol in de vorming van klassen en de staat. Marx en Engels stellen dat de arbeidsdeling niet alleen economische ongelijkheid vormt, maar dat ze ook leidt tot een illusoire gemeenschappelijkheid die de staat legitimeert. Hun materialistische benadering legde uit hoe economische structuren de basis zouden leggen voor ideologieën, en hoe de samenleving door deze structuren verdeeld werd in klassen met conflicterende belangen.
Samengevat presenteerden Marx & Engels in hoofdstuk I hun methode: ze vertrokken van concrete, historische mensen in hun materiële levensvormen en productieve verhouding, en toonden hoe ideeën slechts de sublimaat van deze sociale structuur zijn. Filosofie zou niet binnen abstracte categorieën moeten blijven, maar zich verbinden aan revolutionaire praktijk. Alleen door verandering van de materiële basis (eigendom, productiekrachten, arbeidsdeling) zou bewuste bevrijding van de mens mogelijk kunnen worden.
Aldus ontvouwden Marx & Engels hun breuk met Feuerbachs contemplatieve materialisme. Ze ontwikkelden een dynamisch historisch materialisme, waarin menselijke praktijken en materiële levensvoorwaarden centraal zouden staan. Ideologieën blijken constructies die de belangen van een heersende klasse mystificeren. Filosofie mag niet langer abstract denken blijven, maar gepaard gaan met sociale verandering. Het werk markeerde de overgang naar een kritisch-materialistische benadering van geschiedenis, maatschappij en ideeën. .
Om Feuerbachs invloed op met name Marx en Engels te begrijpen, is het belangrijk zijn positie in de Duitse filosofie van de 19e eeuw te situeren. Feuerbach was aanvankelijk een volgeling van Hegel, maar keerde zich tegen diens idealisme. Waar Hegel geloofde dat de werkelijkheid in wezen een uitdrukking was van de ‘Geest’ of het Absolute, stelde Feuerbach dat de menselijke werkelijkheid primair materieel en zintuiglijk is. Hij bekritiseerde Hegels speculatieve metafysica en bracht de filosofie terug naar de mens als fysiek en sociaal wezen.
Feuerbachs psychologisch-antropologische benadering van religie beïnvloedde in het bijzonder Marx en Engels in hun latere kritiek op ideologie. Hun werk De Duitse ideologie werd in 1845 en 1846 door Marx en Engels geschreven, maar verscheen pas na hun dood in druk. Bij de uitgave van De Duitse ideologie werden ook de beroemde
Stellingen over Feuerbachgepubliceerd. Die werden door Marx in het voorjaar van 1845 tijdens zijn ballingschap in Brussel geschreven. Ze werden echter pas in 1888 door Engels gepubliceerd als bijlage bij zijn boek Ludwig Feuerbach en het einde van de klassieke Duitse filosofie.
Het manuscript van De Duitse ideologie, met name het deel over Feuerbach, is niet helemaal compleet overgeleverd. Toch vormt deze tekst een belangrijke schakel in het filosofische en politieke denken van Marx en Engels. Het betrof een afrekening met de Jong-Hegelianen, maar ze was vooral ook een nieuwe stap voor Marx en Engels in de vorming van een totaal nieuw wereldbeeld en een geheel nieuwe wetenschapsopvatting. Het is opvallend hoeveel belangrijke thema’s die in dit boek worden aangeroerd later uitgewerkt werden in Het Communistisch Manifest, in
Het Kapitaal en in vele andere gepubliceerde en ongepubliceerde geschriften van Marx en Engels.

### De vroege Marx: Feuerbach als inspiratiebron
In zijn jeugd was Marx sterk onder de indruk van Feuerbachs kritiek op religie en idealisme. Vooral in zijn Economisch-filosofische manuscripten (1844) is de invloed van Feuerbach duidelijk zichtbaar. Marx prijst Feuerbachs poging om de mens en zijn zintuiglijke wereld centraal te stellen. Net als Feuerbach beschouwde Marx religie als een vorm van vervreemding: de mens schept God naar zijn beeld, maar raakt vervolgens onderworpen aan zijn eigen schepping.
Toch begon Marx al snel afstand te nemen van Feuerbach. Waar Feuerbach vooral een filosofisch-antropologische analyse geeft, bekritiseerde hem voor zijn passiviteit. In de beroemde Stellingen over Feuerbach (1845), vooral in de elfde en laatste stelling, die een ¨gevleugelde uitspraak¨ zou worden — "De filosofen hebben de wereld slechts verschillend geïnterpreteerd; het komt erop aan haar te veranderen"— keert Marx zich expliciet tegen Feuerbachs ¨contemplatieve materialisme¨. Marx stelde dat niet de abstracte 'mens', maar de concrete sociale praktijk het uitgangspunt moet zijn van de filosofie.

### Feuerbachs materialisme als tussenstap
Feuerbachs materialisme vormde een onmisbare stap in Marx’ ontwikkeling van het historisch materialisme. Feuerbach zette de deur open naar een wereldbeeld waarin de mens niet door God of Ideeën wordt bepaald, maar door zijn lichamelijkheid en zijn interactie met de wereld. Dit was voor Marx en Engels een belangrijk vertrekpunt. Maar zij radicaliseerden deze gedachte: in plaats van de mens als abstract wezen centraal te stellen, richtten ze zich op de sociale verhoudingen, klassenstrijd en economische structuren die het menselijk bewustzijn vormen.
Voor Marx was Feuerbachs mensbeeld nog steeds dat van een abstract, universeel subject los van historische en maatschappelijke context. Marx en Engels wezen erop dat de mens in werkelijkheid een product is van sociale relaties — gevormd door arbeid, productie en economische condities. In hun gezamenlijke werk De Duitse Ideologie (1846) zetten Marx en Engels zich af tegen de ‘oude materialisten’ (waaronder Feuerbach), omdat die volgens hen geen aandacht hadden voor de actieve rol van de mens in de geschiedenis.

### Engels en de evaluatie van Feuerbach
Ook Friedrich Engels heeft zich in detail uitgelaten over Feuerbach. In zijn werk Ludwig Feuerbach en het einde van de klassieke Duitse filosofie (1886) biedt Engels een historisch overzicht van de ontwikkeling van de Duitse filosofie en plaatst hij Feuerbach als brugfiguur tussen Hegel en het marxisme. Engels prees Feuerbach om zijn breuk met het idealisme en zijn focus op de menselijke zintuiglijke ervaring. Maar ook hij bekritiseerde Feuerbach omdat hij het actieve, revolutionaire aspect van de menselijke praktijk verwaarloost.
Engels erkende dat Feuerbachs werk een bevrijdende werking had op hun denken — vooral zijn loskomen van religieuze en metafysische concepten. Maar juist omdat Feuerbach bleef steken in een filosofische contemplatie zonder politieke daadkracht, moesten Marx en Engels hem uiteindelijk overstijgen.

### Feuerbachs indirecte invloed op het marxisme
De invloed van Ludwig Feuerbach op Marx en Engels was fundamenteel, maar tijdelijk. Zijn materialisme, zijn kritiek op religie en zijn focus op de zintuiglijke mens vormden belangrijke uitgangspunten voor hun vroege denken. Feuerbach was de eerste die het Hegeliaanse systeem fundamenteel van binnenuit bekritiseerde en de mens in plaats van de Idee centraal stelde. Maar voor Marx en Engels ging Feuerbach niet ver genoeg: hij bleef hangen in abstracties en begreep de sociale en historische aard van de mens onvoldoende.
Feuerbachs grootste bijdrage aan het marxisme lag niet in de inhoud van zijn theorieën, maar in het openen van de weg naar een nieuwe, materialistische en sociaal-historische benadering van filosofie. Zijn werk markeerde het begin van een breuk met het idealisme, een breuk die door Marx en Engels tot haar uiterste consequenties werd doorgevoerd in hun revolutionaire theorie van maatschappij en geschiedenis, daarbij vooral hun idee van de klassenstrijd.

## Feuerbachs invloed op Freud
De 19e eeuw was een tijd van ingrijpende intellectuele veranderingen, waarin religie, filosofie en wetenschap op nieuwe manieren met elkaar in aanraking kwamen. Een prominente denker na Feuerbach was Freud (1856–1939). Hoewel Feuerbach bekendstaat als filosoof en Freud als de grondlegger van de psychoanalyse, zijn er duidelijke raakvlakken in hun werk. Freud werd beïnvloed door Feuerbachs religiekritiek en mensbeeld. Deze invloed vormt een belangrijke schakel in het begrijpen van Freuds opvattingen over religie, de menselijke psyche en de oorsprong van morele systemen.

### Feuerbachs religiekritiek als fundament
Feuerbachs hierboven beschreveb benadering betekende een fundamentele verschuiving in het denken over religie. In plaats van een goddelijke oorsprong te veronderstellen, analyseerde Feuerbach religie als een psychologisch en sociaal fenomeen. Daarmee maakte hij de weg vrij voor latere denkers, waaronder ook Freud, om religie niet als waarheid, maar als menselijke constructie te benaderen. Feuerbachs werk vormde hiermee een belangrijke voorloper van Freuds religiekritiek en zijn bredere poging de menselijke geest te verklaren zonder terug te vallen op bovennatuurlijke verklaringen.

### Freud en de psychologische benadering van religie
Sigmund Freud bouwde voort op deze seculiere benadering. In werken als Die Zukunft einer Illusion (1927) en het eerdere Totem und Tabu (1913) interpreteerde hij religie als een ¨collectieve neurose¨, ontstaan uit onbewuste verlangens en angsten. Net als Feuerbach ziet Freud religie als een menselijke creatie, bedoeld om troost te bieden en angsten te bezweren, met name de angst voor de dood en de onzekerheid van het bestaan.
Freud ging echter verder dan Feuerbach. Waar Feuerbach religie analyseerde als een vorm van wensprojectie, onderzocht Freud de onderliggende psychische processen die bij de mens tot deze projectie zouden leiden. Hij plaatst religie in het kader van de ontwikkeling van het superego, het geweten dat gevormd wordt tijdens de kindertijd. Voor Freud is God de ultieme vaderfiguur: almachtig, straffend en tegelijk beschermend. De religieuze ervaring is volgens hem geworteld in de infantiele behoefte aan een vaderfiguur en de schuldgevoelens die gepaard gaan met het Oedipuscomplex.

### Het mensbeeld van Feuerbach en Freud
Zowel Feuerbach als Freud delen een mensbeeld, waarin de mens niet wordt gezien als een goddelijk geschapen wezen, maar als een resultaat van biologische en psychologische ontwikkelingen. Feuerbachs mensbeeld is humanistisch: hij stelt dat als de mens zich bevrijdt van religieuze illusies, hij zichzelf als werkelijk mens kan begrijpen en ontwikkelen. Freud is pessimistischer: hij benadrukt de irrationele, instinctieve krachten in de mens, die vaak in conflict zijn met de eisen van de cultuur en moraliteit.
Toch ligt Feuerbachs idee van projectie aan de basis van Freuds theorieën over religie en illusie. Freud erkende deze invloed impliciet, hoewel hij zich zelden expliciet op Feuerbach beriep. Beiden stelden dat religie geen goddelijke oorsprong heeft, maar uit de menselijke geest voortkomt. Beiden leggen bovendien de nadruk op de functie van religie: het biedt troost, structuur en een gevoel van betekenis, maar doet dit op basis van illusie en zelfbedrog.

### De gezamenlijke invloed van Feuerbach en Freud
De invloed van Feuerbach op Freud past binnen een bredere intellectuele beweging in de 19e en 20e eeuw: de overgang van een theologisch wereldbeeld naar het psychologisch en sociologisch wereldbeeld in de moderne tijd. Feuerbach geldt als voorloper van andere religiekritische denkers, zoals Marx (die religie beschouwde als ‘opium van het volk’- niet te verwarren met de kritiek van Lenin ‘opium voor het volk’'- en Nietzsche (die sprak zelfs over de ‘dood van God’, waarover hij vaak buiten de context geciteerd wordt; zie hierboven). Freud sloot zich bij deze lijn aan door religie te verklaren vanuit de structuur van de menselijke psyche.
Het belang van Feuerbach lag en ligt in het feit dat hij een paradigma verschuift: hij maakte het mogelijk religie niet als bovennatuurlijk maar als menselijk te beschouwen. Freud nam dit paradigma over, maar gaf er een psychoanalytische invulling aan. Daarmee verplaatste hij de analyse van het bewustzijnsniveau naar het onbewuste, en toonde hoe diep religieuze voorstellingen verankerd zijn in vroege kinderlijke ervaringen.

## Nagelaten geschriften
In 1956 werden door Werner Schuffenhauer in de bibliotheek van de Universiteit van München de nagelaten geschriften van Ludwig Feuerbach teruggevonden. Het betrof duizenden pagina´s manuscript van zowel gepubliceerd als ongepubliceerd werk, die vervolgens door meerdere onderzoekers werden geordend en bestudeerd, onder wie Hans-Martin Sell, Uwe Schott, Erich Thies en Carlo Ascheri.

## Postume publicaties (o.a)
In 1908 verscheen Das Wesen der Religion: dreißig Vorlesungen, uitg. Kröner, Leipzig.

## Biografie
- Friedrich Jodl Ludwig Feuerbach, 1904.
- Adolph Kohut Ludwig Feuerbach - Sein Leben und seine Werke, Leipzig, 1909

## Varia
In de Bondsrepubliek Duitsland zijn in meerdere plaatsen straten naar Ludwig Feuerbach vernoemd (echter ook naar zijn niet met hem te verwarren vader, een bekend jurist en rechtsfilosoof):
- Ludwig‑Feuerbach‑Straße in Weimar
- Ludwig‑Feuerbach‑Straße in Neurenberg
- Voorts onder meer in Leipzig, Maagdenburg, München, Wiesbaden, Berlijn, Düsseldorf en andere steden

.